# Schiffe der Antike

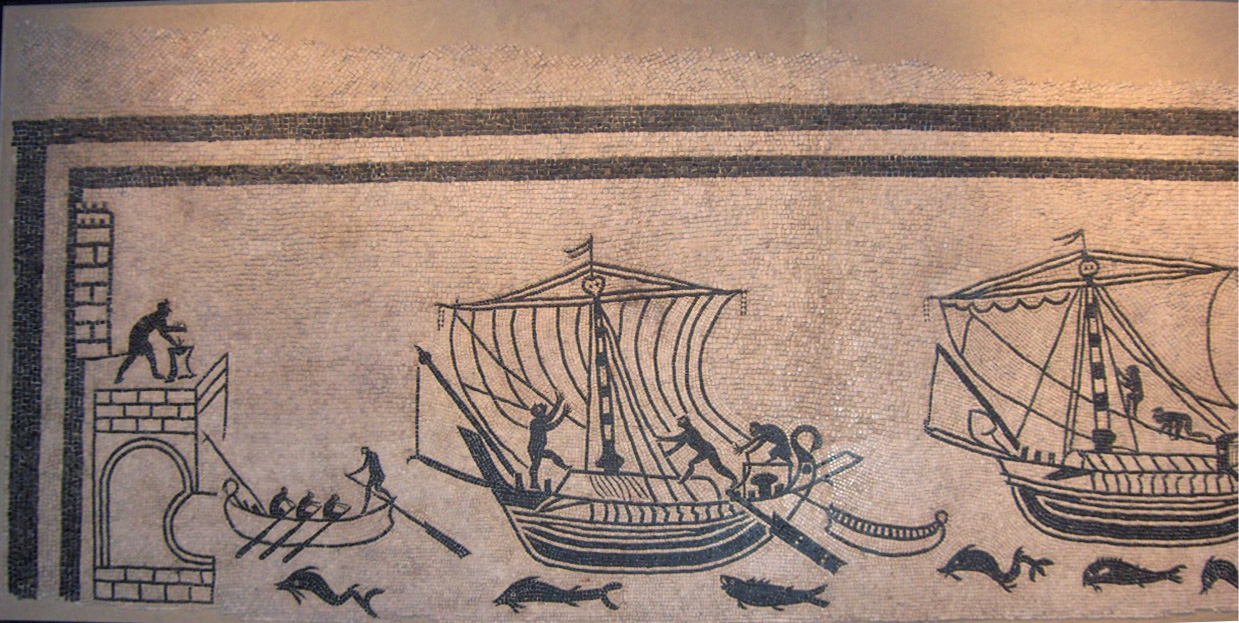
Römische Schiffe (Mosaik aus Rimini)

Schiffe der Antike  dienten wie zu allen Zeiten dem Transport von Wirtschaftsgütern, der Beförderung von Personen und dem Austausch von Ideen und Wissen. Schon frühzeitig war die Seefahrt auch ein Mittel der machtpolitischen Expansion; Kolonisation leitete die Entdeckung fremder Gestade ein und ermöglichte die Gründung von Kolonien. Gerade das Mittelmeer wurde wegen seiner geographisch zentralen Lage und zahlreicher für eine Ansiedlung geeigneter Küstenplätze mit fruchtbarem Hinterland seit alters her auch für den Handel und Verkehr über See genutzt. Die allmähliche Ausweitung der Migration vom östlichen zum westlichen Mittelmeer war denn auch ein weiterer Anstoß für die Entwicklung der Schifffahrt und hatte ausschlaggebenden Einfluss auf die vorderasiatisch-europäische Entwicklung bis zur Neuzeit. Schiffe sind daher ein wichtiger Teil der Technik in der Antike.
Handel und Expansion führten zwangsläufig zu rivalisierenden Handels- und machtpolitischen Interessen. Die Geschichte der Antike ist Zeuge zahlreicher Versuche, das Mittelmeer wirtschaftlich und politisch und somit militärisch zu beherrschen. Es kam bereits im 14. Jh. v. Chr. zu Piraterie von Einzelpersonen und Staaten, die eine Art von Seekrieg zur persönlichen oder auch staatlichen Bereicherung führten. Flotten von Piratenschiffen blockierten Häfen, überfielen das umliegende Land und kaperten Handelsschiffe. Zur Abwehr dieser Bedrohungen und zur Durchsetzung Handels- und machtpolitischer Interessen dienten Kriegsschiffe. Der Schutz eigener Handelsflotten lag von früh an im Interesse der Seehandel treibenden Staaten.
Dieser Artikel befasst sich mit dem Zeitraum von ca. 1200 v. Chr. bis zum Tod des oströmischen Kaisers Justinian I. im Jahre 565 n. Chr. Die regionalen Schwerpunkte der Darstellung ergeben sich aus den Schiffsentwicklungen der führenden Seemächte ihrer Zeit: Die Phönizier, die Griechen, die hellenistischen Diadochenreiche, Karthago sowie das Römische Reich.
Die Beschreibung der Schiffe und ihrer schiffbaulichen Entwicklung ergibt sich aus den vorhandenen und bekannten Quellen. Die dem Thema zugrunde liegende Forschungsliteratur stützt sich auf gesunkene, verschüttete oder gestrandete Schiffs- und Bootsfunde, zudem auf Schiffe, die für den Bau von Häfen und anderen wasserbaulichen Zwecken verwendet und absichtlich versenkt wurden. Die Forschung bedient sich auch der antiken Schiffs- und Bootsdarstellungen in Mosaiken und Wandmalereien, auf Denkmälern, Gräbern und Altären sowie in Wohnhäusern und öffentlichen Gebäuden und auf einer Unzahl von Münzen und Materialien des häuslichen Gebrauchs. Dies schließt zudem zahlreiche schriftliche Zeugnisse und literarische Berichte aus der damaligen Zeit ein. Die Informationsdichte bei Kriegsschiffen ist dabei deutlich höher als bei Handelsschiffen. Dies wird durch die bisherige Entwicklung der Geschichtsschreibung noch verstärkt, die ein deutlich größeres Interesse an Kriegsschiffen zeigte. Es existiert zudem noch ein Paradoxon in der Quellenlage. Einerseits sind zeitgenössische Darstellungen und Beschreibungen von Kriegsschiffen eher vorhanden als von Handelsschiffen, andererseits sind bislang nur sehr wenige Wracks von Kriegsschiffen gefunden worden. Hingegen wurden die Funde zahlreicher Wracks von Handelsschiffen erforscht und publiziert.

## Grundlagen des Schiffbaus
Schiffe, deren Rumpf aus Holz bestehen soll, können grundsätzlich auf zwei Arten gebaut werden: einerseits mit einem Skelett aus Spanten, an denen die Schiffsplanken überlappend angesetzt werden (Klinkerbauweise), und andererseits mit einer Rumpfverschalung aus Kante an Kante gesetzten Planken, der so genannten Kraweelbeplankung (Kraweelbauweise).

Loch und Zapfen

Die Kraweelbauweise wurde im mediterranen Raum in der gesamten Antike bevorzugt. Schifffahrt und Bootsbau im Alten Ägypten nutzten die Kraweelbauweise seit dem 3. Jahrtausend v. Chr. Die griechisch-römischen Schiffbauer entwickelten diese Bauweise weiter. Statt des früher üblichen Miteinanderverlaschens der Planken beim Bau der Schiffshülle entwickelten sie eine Nut-und-Feder-Bauweise, bei der die Planken zusätzlich miteinander verzapft wurden. Durch fest und gesichert aufeinander sitzende Planken konnte ein elastischer und hochfester Schiffskörper entstehen. Schiffsrümpfe dieser Art mussten weniger durch Kalfatern behandelt werden, um sie wasserdicht zu machen. Typisch ist ein Spantengerüst zur Verstärkung des Rumpfes.
Die ersten Schiffe im Mittelmeer sind wahrscheinlich nur gerudert worden. Steigende Ansprüche nach mehr Transportraum führten zu größeren, mehr Volumen fassenden Schiffskörpern mit Segeln. Für den Antrieb der Handelsschiffe war eine Besegelung ökonomischer. Die Segel ließen sich reffen, aber auch trimmen. Geruderte Handelsschiffe kamen jedoch weiterhin zum Einsatz, da nur sie bei Windstille eine einigermaßen sichere Verlässlichkeit der geplanten Reisezeiten bieten konnten. Der Riemenantrieb war auch für Manöver in engen Gewässern und Häfen notwendig. Für Kriegsschiffe waren Segel für längere Distanzen vorgesehen.
Das Kriegsschiff wurde aus normalen Handels- und Fischereifahrzeugen entwickelt. Zeichnungen auf ägyptischen Vasen um 3400 v. Chr. sind wahrscheinlich die ältesten bekannten Abbildungen von Kriegsschiffen oder besser Booten, die zu Kriegszwecken eingesetzt wurden. Der Rammsporn ist dabei schon früh auf assyrischen Darstellungen zu finden.
Auch in der Antike hatte sich eine Vielzahl von Schiffstypen entwickelt. Das Deplacement damaliger Schiffe konnte nicht beliebig vergrößert werden, ohne die Festigkeit der Längs- und Querverbände und damit die Seetüchtigkeit in Frage zu stellen. Bis zur Einführung von Bronzebeschlägen war die schiffbaulich mögliche Schiffslänge daher auf etwa 40 m begrenzt. Mit Einführung von metallenen Beschlägen wurden erstaunliche Schiffsgrößen und Längen erreicht.

## Seestrategie
Die Aufgabe des Schutzes eigener Handelsflotten und der Durchsetzung staatlicher Interessen führte zum Bau von Kriegsflotten und letztlich zur Bildung von Seemächten. Dem Gegner überlegene Seestreitkräfte gewährleisteten den Schutz der eigenen Handelsschifffahrt und konnten bei eigener Seeherrschaft dem Gegner die Nutzung der See versagen. Außerdem schützten sie die eigenen Küsten, ermöglichten die Blockade gegnerischer Küsten und schufen die Möglichkeit zur Machtprojektion über See an die gegnerische Küste. Küstenschutz ist ohne Flotte nicht möglich, da eine Seemacht jederzeit und an jedem Ort die Initiative ergreifen kann. Dabei war Seekrieg im Altertum auch eine logische Fortsetzung der Landkriegsführung, da Befehlshaber lange Zeit die Flotten als „Armee zur See“ betrachteten. Dank der vergleichsweise leichten Reise über See war amphibische Kriegsführung von früh an allgemein gebräuchlich. Insbesondere war es in diesem Falle auch Aufgabe eigener Schifffahrt, die Versorgung und damit die Logistik für an Land operierende Streitkräfte zu gewährleisten. Voraussetzung für diese Art von Flottenoperationen war auch die Existenz von Stützpunkten. Seekriege waren im Vergleich zu Landkriegen erheblich teurer.
Maritime Strategie war abhängig von schiffbaulichen Limitierungen, Logistik- und Infrastrukturerfordernissen sowie den navigatorischen und taktischen Einsatzmöglichkeiten und Einschränkungen. Die Verfügbarkeit von Holz für den Schiffbau entschied meistens über die Wahl des Bauortes. Schweren Stürmen waren die Schiffe kaum gewachsen, so dass die Schifffahrt, ob Handelsschiff oder Kriegsschiff, stark vom Wetter abhängig war. Zur eigenen Sicherheit wurde der Kurs, wann immer möglich, in Küstennähe abgesetzt. Die beschränkte Größe der Schiffe hatte Einfluss auf die Seeausdauer, da zumindest Kriegsschiffe keine größeren Proviantmengen und Wasservorräte mitnehmen konnten. Bei längeren Unternehmungen musste von Zeit zu Zeit die Küste angesteuert werden, um die Besatzungen zu verproviantieren. Andererseits konnten Schiffe bis zu einer bestimmten Größe über Land transportiert werden.
Diese Abhängigkeit von der Landversorgung beeinflusste sowohl die Wahl der Handelsrouten als auch den strategischen Ansatz und die Einsatzmöglichkeiten von Seestreitkräften. Andererseits wurden die Operationen an Land durch die Transportfähigkeit der Handelsschiffe erheblich unterstützt oder gar erst ermöglicht.
Erste Seemacht der Geschichte war zunächst Kreta von ca. 2500 bis 1450 v. Chr. Im Zeitraum von ca. 1900 bis 1700 beherrschte Kreta das östliche Mittelmeer. Kreta war nach umstrittenen Theorien die erste Thalassokratie der Geschichte. Insbesondere die Ägäis war mit ihren zahlreichen Inseln, die der Schifffahrt als Orientierung und Stützpunkte dienten, ein für die Frühzeit der Schifffahrt navigatorisch günstiges Seefahrtsrevier. Die Minoer wurden als beherrschende Seemacht abgelöst durch die Mykener vom Griechischen Festland, die von etwa 1450 v. Chr. bis mindestens zum Seevölkersturm um 1200 v. Chr. große Teile der Ägäis beherrscht haben und intensiven Handel mit anderen Kulturen des östlichen (Ägypten, Syrien, Zypern usw.) aber auch Teilen des westlichen Mittelmeers wie Italien, Sizilien und Sardinien trieben.
Rom war eines der wenigen Völker der Antike, das seestrategische Überlegungen in seine Politik einfließen ließ und daraus klare politische Vorgaben ableitete. Die Auseinandersetzung mit Karthago und die folgende Expansion des römischen Reiches führte Rom die Bedeutung von Seemacht vor Augen. Es hatte sich daher bemüht, Meerengen und Zufahrten von Randmeeren zu beherrschen: Gibraltar, Dardanellen, Englischer Kanal, Golf von Aden sowie die Insel Sokotra im Indischen Ozean sind hierfür Beispiele. Durch die Instandsetzung des von Pharao Necho II. begonnenen und von Darius I. vollendeten 84 km langen Kanal zwischen Nil und Rotem Meer schufen sie eine durchgehende Wasserverbindung von Rom nach Indien. Selbst bei Operationen größten Ausmaßes wurden die maritim strategischen und taktischen Erfordernisse aufeinander abgestimmt und professionell umgesetzt. Als Beispiel mag die Säuberung von Seeräubern im gesamten Mittelmeerraum durch Pompeius 67 v. Chr. dienen. Hier wurde in einer gezielten koordinierten Aktion eine mit See- und Landstreitkräften (20 Legionen, 500 Schiffe) kombinierte Operation erfolgreich umgesetzt. Die Zusammenarbeit zwischen Land- und Seestreitkräften besonders in der amphibischen Kriegsführung hat Rom meisterhaft beherrscht.

## Klassifizierung von Kriegsschiffen
Spätestens mit der Einführung der Triere gibt es in der einschlägigen Geschichtsliteratur lange Diskussionen über die Ruderanordnung, in griechischen und römischen Marinen „trieres“, „dreifach ausgerüstet“, genannt. Vor der Einführung der Triere gab es lediglich Bezeichnungen für die Anzahl der Ruderer an Bord, etwa bei der Pentekontere (50 Ruderer).
Die Bezeichnung „trieres“ beruhte offensichtlich auf einer anderen Zählweise als der bis dato bei den Konteren verwendeten Bezeichnung, insbesondere vor dem Hintergrund der im 4. und 3. Jh. erscheinenden Polyeren (Vielruderer) wie „Tetreren“ (vierfach), „Penteren“ (fünffach), „hexeren“ (sechsfach) bis zu gewaltigen „Tessarakonteren“ (40fach). Heute wird angenommen, dass die „Fünfer“, „sechser“ bis schließlich „13er“ und später „24er“, sich nicht auf die Zahl der Ruderbänke übereinander, sondern auf die Zahl der Ruderer in einer vertikalen Rudersektion einer Bireme oder Trireme bezieht. Kein Schiff hatte jemals mehr als drei Reihen Ruderbänke übereinander.
Die Reihigkeit und Rang eines Kriegsschiffes wurde also von der Anzahl Ruderreihen übereinander und der Zahl der dort eingesetzten Ruderer in einer Vertikalsektion, also über die Zahl übereinander eingesetzter Ruderer, bestimmt. Danach war die Trireme ein dreireihiges und ursprünglich dreirangiges Kriegsschiff, denn das Schiff hatte drei Reihen Ruderer übereinander mit je einem Mann pro Riemen. Die Bireme war ein zweireihiges und ursprünglich zweirangiges, die Monere ein einreihiges und einrangiges Schiff.
Diese Zählweise der Rangigkeit wurde im Zeitalter der Polyeren der 20er, 30er und 40er Klasse verlassen, als der Schiffbau zu Schiffskörpern in Katamaran-Bauweise überging. Bei der Katamaran-Bauweise, also zwei Rümpfe verbunden durch ein Tragdeck, stützt sich die Zählweise der Rangigkeit und damit der Anzahl Ruderer auf die Vertikalsektionen an Backbord und Steuerbord. Damit wird die ursprüngliche Kategorisierung der Rangigkeit von Schiffen auf der Basis einer Vertikalsektion einer Schiffsseite verlassen.
Handelsschiffe hingegen definierten sich über ihre Tragfähigkeit und ihr Einsatzgebiet, zum Beispiel Hochseeschifffahrt oder Binnenschifffahrt.

## Zeitalter der Moneren ca. 1200–750 v. Chr.
Die durch den Küstenhandel reich gewordenen phönizischen Städte begannen nach dem Zusammenbruch der Seemacht Kretas um 1450 v. Chr. und der Schwächung der mykenischen Kultur sowie Zerstörung wichtiger damaliger Handelszentren wie Ugarit oder Sumur um 1200 v. Chr. mit dem Bau größerer Flotten und übernahmen ab ca. 1000 v. Chr. die ökonomische und maritime Vorherrschaft zunächst im östlichen und dann auch im zentralen und westlichen Mittelmeerraum. Bis 1200 v. Chr. standen die phönizischen Städte unter der wechselnden Oberhoheit der Hethiter, Mitanni und Ägypter. Ab 1200 v. Chr., nach dem Seevölkersturm, nutzten die Phönizier das entstandene Machtvakuum und es begann der Aufstieg der phönizischen Städte. Die Phönizier erreichten ausgehend von ihren Städten z. B. Tyros und Sidon um 900 v. Chr. die atlantische Küste Andalusiens, wie frühe phönizische Funde in Huelva zeigen. Auf dem Wege dorthin gründeten sie Kolonien auf Zypern, Malta, Sizilien, im heutigen Tunesien (z. B. Karthago, der Legende nach um 814 v. Chr., und Utica), auf Sardinien und den Balearen. Mit Hilfe dieser Kolonien/ Stützpunkte kontrollierten die Phönizier die Seeverbindungen zum westlichen Mittelmeer. Ab dem frühen 1. Jahrtausend. v. Chr. gilt der zentrale und westliche Mittelmeerraum als ebenso erschlossen wie der östliche Mittelmeerraum. Ab 875 v. Chr. war Phönizien dann jedoch dem Neuassyrischen Reich tributpflichtig. In der Zeit 750–ca. 550 v. Chr. fand die erste Welle der griechischen Kolonisation Süditaliens und Siziliens statt.

### Die Konteren
Die Konteren waren einreihige und einrangige Moneren. Die Dikontere mit 20-Ruderern erreichte eine Länge von ca. 15 m. Die Trikontere mit 30 Ruderern hatte eine Länge von ca. 23 m. Die Pentekontere mit 50 Ruderern hatte eine maximale Länge von bis zu 38 m, eine Breite von ca. 4 m, und einen Tiefgang von ca. 80 cm.

### Schiffbauliche Entwicklung
Entwicklungshistorisch entstand die Kontere möglicherweise aus dem Einbaum. Entsprechende Bäume gab es im östlichen Mittelmeer. Wahrscheinlich wurden dem Einbaum später Planken zur Erhöhung des Freibords hinzugefügt, die dann noch später durch Einziehen von Spanten stabilisiert werden mussten. In der weiteren Entwicklung wurde der Einbaum immer mehr zum Kiel.
Der Prototyp dieser Schiffsklassen wurde um ca. 1200 v. Chr. von den Mykenern entwickelt. Die allmähliche Herausbildung von ausschließlich für die militärische Auseinandersetzung zur See gerüsteter Kriegsschiffe beginnt um ca. 1000 v. Chr. Der Kriegsschiffbau wurde durch die Notwendigkeit eingeleitet, eine höhere Geschwindigkeit für den Angriff und die Absetzbewegung vom Gegner zu erzielen. Daraus resultierte ein schlankerer und ranker Schiffsrumpf der Konteren. Der Schiffsrumpf war oben offen, auch aphrakte Bauweise genannt, so dass die Ruderer im Freien saßen. Es gab lediglich ein knapp bemessenes geschlossenes Oberdeck vorn und achtern für den Ausguck und den Kapitän. Eine absolut notwendige Zuladung wurde unter den Duchten und dem kleinflächigen Oberdeck gelagert. Der Schiffskörper hatte einen rund geformten Rumpf mit geringem Freibord. Gesteuert wurde mit einem großflächigen Ruder.

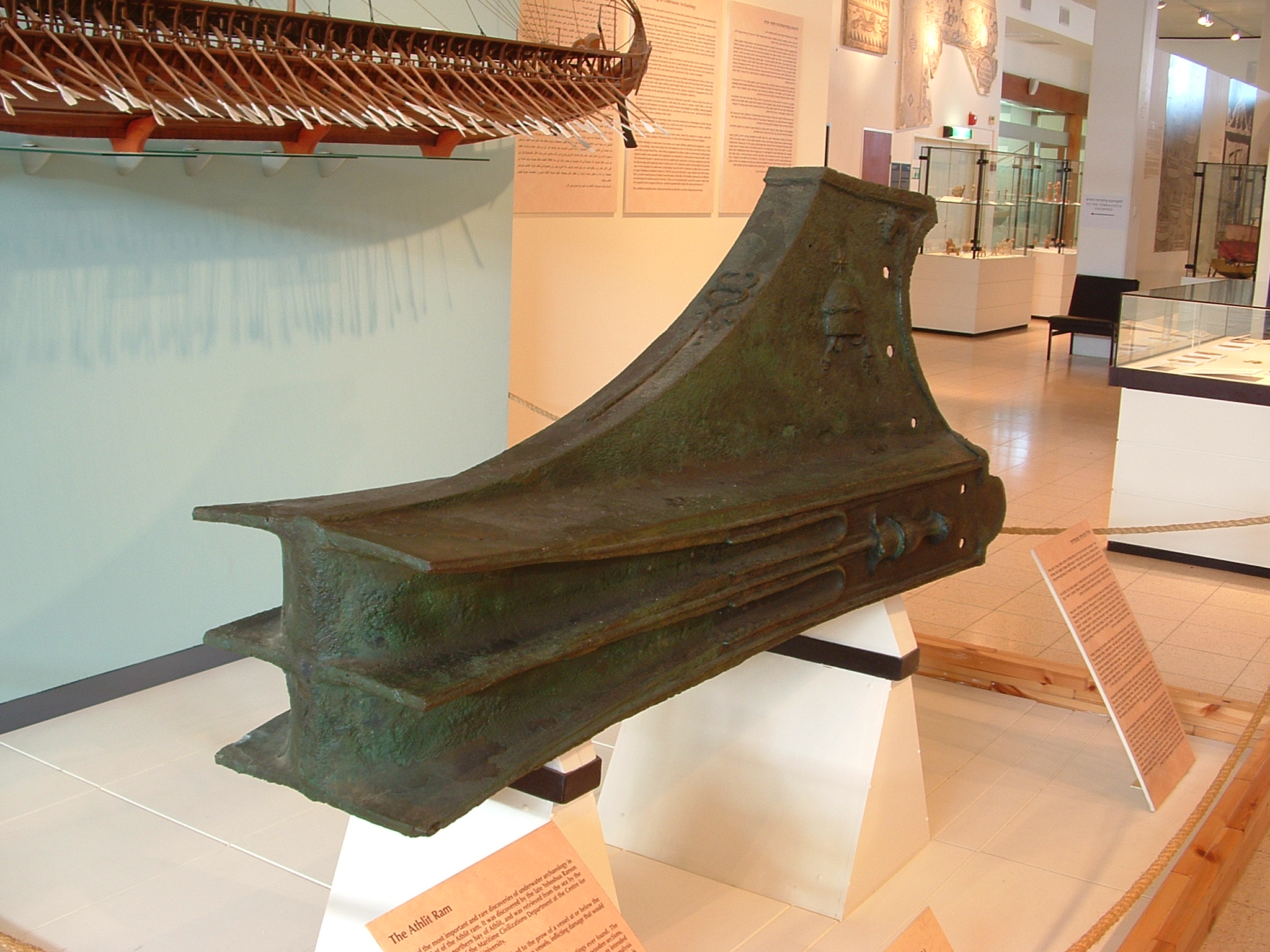
Rammsporn

Mit Einführung des Rammsporns zwischen etwa 1000 und 850 v. Chr. wurde der Handels- und Kriegsschiffbau aufgrund unterschiedlicher Anforderungen endgültig getrennt. Der Rammsporn machte einen verstärkten Schiffsrumpf und eine spezielle Bugkonstruktion zur Abfederung der Aufprallwucht notwendig. Ein erfolgreiches Rammen erforderte ebenfalls eine höhere Geschwindigkeit.
Diese Forderungen konnten zur damaligen Zeit nur durch einen kürzeren und robusteren Schiffskörper sowie durch eine veränderte Anordnung der Ruder erreicht werden. Eine Verlängerung des Schiffskörpers war schiffbaulich ohne Gefährdung der Schiffsstabilität nicht möglich. Die Unterbringung der Ruderer auf zwei Ebenen ermöglichte jedoch eine geringere Schiffslänge bei gleichzeitiger Erhöhung der Geschwindigkeit durch mehr Ruderer. Damit wurde das monerische Antriebssystem verlassen und die Entwicklung zur Bireme begonnen.
Handelsschiffe dagegen, waren eher breit und plump und auf Volumen gebaut. Sie hatten eine geringe Besatzung an Bord, während hingegen Kriegsschiffe Personal für die Bemannung der Ruder und für Angriff und Verteidigung brauchten.

### Einsatz
Nachts wurden diese Schiffe grundsätzlich an Land gezogen oder die Besatzung musste, wenn es sich nicht vermeiden ließ, sitzend auf den Ruderbänken schlafen. Für den Transit bei günstigem Wind war ein einzelner, umlegbarer Mast an Bord. Im Gefechtsfall wurde der Mast von Bord gegeben, da kein Schiff der Antike in der Lage war, sich dem Gegner unter Segeln auf Nahkampfdistanz zu nähern.
Vor Einführung des Rammsporns wurde die Pentekontere hauptsächlich als Truppentransporter, die Dikontere als Depeschenboot eingesetzt. Die Einführung des Rammsporns revolutionierte den Einsatz dieser Schiffe. Es war nun nicht mehr nur ein Truppentransporter oder Mittel, um Seesoldaten zum Einsatz gegen andere eingeschiffte Seesoldaten zu bringen, sondern eine Waffe.
Pentekonteren und Trikonteren wurden auch im Zeitalter der Biremen und Trieren weiterhin als leichte Seestreitkräfte verwandt. So setzten griechische Stadtstaaten in Unteritalien Pentekonteren bis Mitte des 3. Jh. v. Chr. und Athen Trikonteren bis in die zweite Hälfte des 2. Jh. v. Chr. ein, bevor sie unter diesem Namen endgültig aus der Geschichte verschwanden.

## Zeitalter der Bireme (ca. 750–500 v. Chr.)
Ab dem 8. Jh. mussten sich die Phönizier an mehreren Fronten anderer Seemächte und Großmächte erwehren. Bereits ab 875 v. Chr. hielt das Neuassyrische Reich Phönizien in unterschiedlicher Abhängigkeit, da seine Wirtschaftskraft zum Beispiel auf Holz- und Metalllieferungen angewiesen war. Nach dem Zusammenbruch des Neuassyrischen Reichs wurde Phönizien durch Babylon und Ägypten beherrscht und später durch das Perserreich. Das unter wechselnde Vorherrschaft geratene Phönizien behielt seine Flotten zwar weitestgehend, musste seine Schiffe jedoch den jeweiligen Eroberern zur Verfügung stellen. Im östlichen Mittelmeer erstarkten die Griechen zunehmend, sodass Phönizien seine beherrschende Stellung zur See an die Griechen verlor, nicht jedoch seine Wirtschaftskraft.
Der Zeitraum 750–550 v. Chr. ist die Periode der vor allen Dingen nach Westen über See gerichteten griechischen Kolonisation rund um das Mittelmeer und das Schwarze Meer, zu der Überbevölkerung, Zwistigkeiten, Aufschwung des Handwerks, ausweitende Handelsinteressen, Aufschwung des Seehandels, Verschuldung und Schuldknechtschaft der heimischen Bauern und soziale Gegensätze drängten. Milet allein soll 90 Städte gegründet haben, vor allem an der Propontis und rund um das Schwarze Meer, aber auch Naukratis in Ägypten. In der ersten überlieferten Seeschlacht der Geschichte besiegte Kerkyra (Korfu) 664 v. Chr. seine Mutterstadt Korinth, nachdem Kerkyra sehr rasch zu einer Seemacht aufgestiegen war. Die griechische Migration fiel zusammen mit der phönizischen Kolonisationsbewegung. Dabei wurden die Küsten des westlichen Nordafrikas und fast ganz Spaniens durch die phönizisch-karthagische Kolonisation beherrscht. Die Westküste und Mitte Italiens war in der Hand der Etrusker. Die Griechen konzentrierten sich auf Sizilien und Süditalien, die Küste der Provence, Kroatien sowie Libyen und Kleinasien. Im Tyrrhenischen Meer etablierten sich die Etrusker ab dem 7. Jh. und 6. Jh. v. Chr. als Seemacht. Damit waren Konflikte zwischen den Griechen in Unteritalien, den Phöniziern auf Sardinien und den erstarkenden Etruskern vorgegeben. Um 535 v. Chr. gelang den Etruskern im Bunde mit Karthago ein Seesieg über die griechischen Phoker bei Alalia, der die Seeherrschaft der Etrusker im nordwestlichen Mittelmeer begründete. Dies war das Ende der griechischen Kolonisation im westlichen Mittelmeer.
Im westlichen Mittelmeer stieg die phönizische Tochterstadt Karthago im 6. Jh. v. Chr. zum beherrschenden Handelszentrum und führenden Kolonie auf. Karthago schaffte sich seit etwa 650 v. Chr., dank seiner günstigen Lage und Reichtum durch den Seehandel, eine eigene Flotte und Militärmacht an, durch die es zur Schutzmacht der phönizischen Kolonien im westlichen Mittelmeer wurde, bis es sie nach und nach in das wachsende Reich eingliedern konnte. In diesem geographischen Einflussbereich entwickelte sich Karthago zur Thalassokratie. Das westliche Mittelmeer blieb zunächst durch Karthago für die weitere friedliche Kolonisation gesperrt. Die Griechen hatten ihrerseits um das 5. Jh. v. Chr. die Phönizier und Karthager vom Schwarzen und Ägäischen Meer ausgeschlossen und besaßen dort das Schifffahrtsmonopol.
In Auseinandersetzungen mit den Neubabyloniern eroberte Pharao Necho II. um 609 v. Chr. alle phönizischen Hafenstädte. Aufbauend auf den schiffbaulichen Erfahrungen der Phönizier baute Necho II. eine durch Griechen und Phönizier bemannte Flotte. Gestützt auf diese Flotte wurde Ägypten im südöstlichen Mittelmeer unter Pharao Apries im Zeitraum 589–570 v. Chr. Seemacht und unterhielt gute Beziehungen zu den Inselgriechen und den griechischen Kolonien in der Kyrenaika.
Die Expansion Persiens unter Kyros II. führte 545 v. Chr. zur Eroberung der ionischen Städte an der Westküste Kleinasiens. Die griechischen Städte hatten daraufhin das Gros der persischen Flotte zu stellen.
Um 510 v. Chr. anerkannte die römische Republik in einem Staatsvertrag das maritime Handelsmonopol Karthagos im westlichen Mittelmeer.

### Die Bireme
Die Bireme (griechisch: dieres) war ein zweireihiges und zunächst zweirangiges Schiff von ca. 21 bis 31 m Länge (abhängig von der Zahl eingesetzter Ruderer) und einer Breite von ca. 3 bis 4 m sowie einem Tiefgang von 0,8 m. Die zweireihigen Schiffe waren bis zum Erscheinen der Triere das Standard-Kriegsschiff ihrer Zeit. Das Oberdeck wurde zum reinen Kampfdeck. Für den Transit führte es ein großes Segel. Hauptbewaffnung war der Rammsporn.

### Schiffbauliche Entwicklung
Ab der Mitte des 8. Jh. v. Chr. gab es die aphrakt gebaute zweireihige und zweirangige Trikontere mit ca. 15 m Länge sowie die zweireihige und zweirangige Pentekontere mit einer Länge von ca. 20 m.
Die bauliche Umsetzung der für den Einsatz der Rammtaktik erforderlichen höheren Geschwindigkeit führte zu dieser zweireihigen Version der Konteren. Dies wurde zunächst über ein durch Deckstützen getragenes, erhöhtes Deck erreicht. Während die untere Ruderreihe weiterhin ihre Ruder auf Dollbordhöhe einsetzten, konnte die obere Reihe Ruder nur vom Oberdeck bedient werden. Im Gefecht konnten diese Ruder jedoch nicht genutzt werden, da das Oberdeck gleichzeitig Kampfdeck war. Tatsächlich waren diese Schiffe daher nur bei Verlegungsmärschen zweireihige Schiffe, da im Gefecht für den Vortrieb nur der monerische Antrieb, also die untere Ruderreihe, genutzt werden konnte. Mit dieser Ruderanordnung konnte jedoch keine höhere Geschwindigkeit für den Rammstoß erzielt werden. Schiffbaulich ergab dieser Überbau eine extreme Kopflastigkeit. Damit war zwar eine Ruderanordnung nach Art der Bireme erreicht, jedoch musste die schiffbauliche Entwicklung auf dem Weg zur echten Bireme weiter fortschreiten.

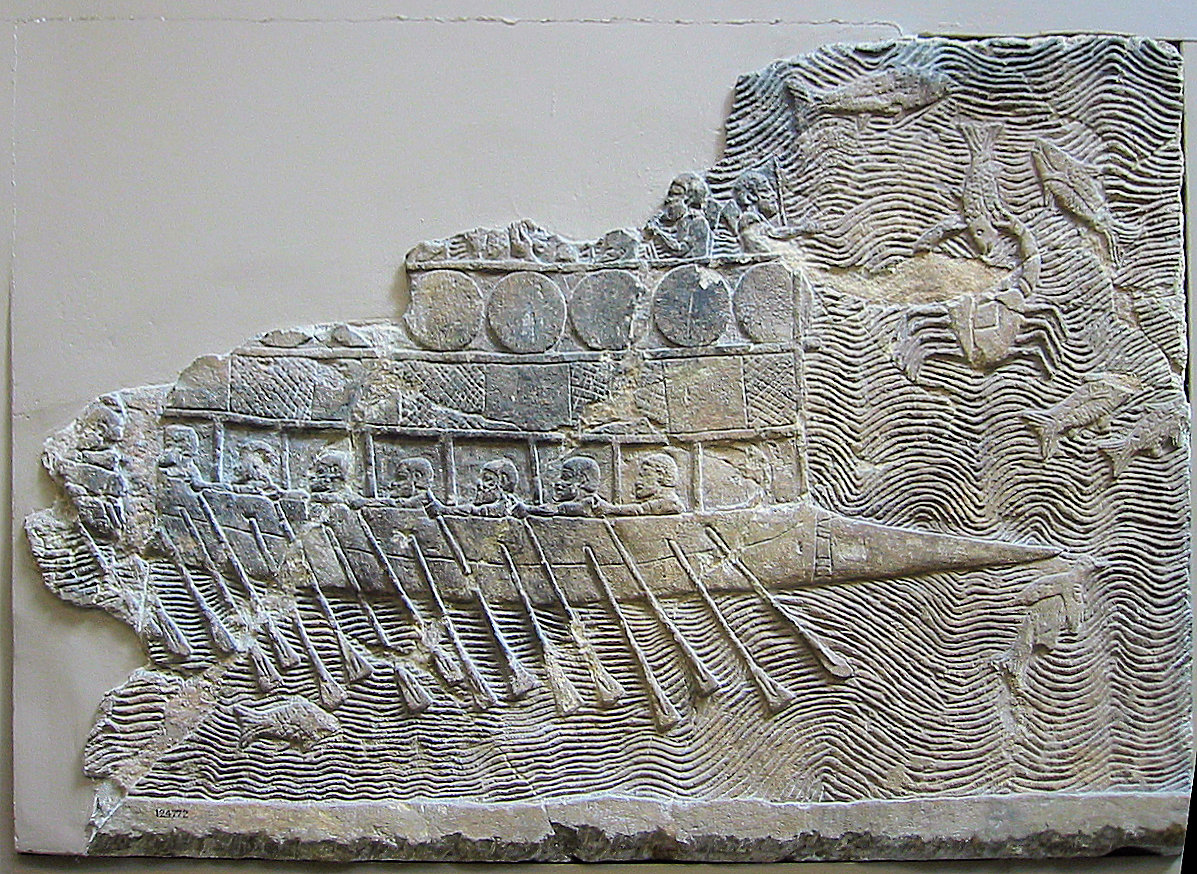
Phönizische Bireme

Assyrische Reliefs aus der Zeit des Sanherib (704-681 BC) zeigen ein phönizisches zweireihiges Schiff. Während die obere Ruderreihe sich weiterhin auf Dollbordhöhe befand, wurden die Ruder der unteren Reihe durch Öffnungen im Schiffsrumpf bedient. Somit konnten auch im Gefecht beide Reihen Ruderer eingesetzt werden und die für einen erfolgreichen Rammstoß notwendige Geschwindigkeit erreicht werden. Das auch hier vorhandene Kampfdeck ruhte auf Deckstützen, die auf dem Dollbord aufsaßen. Die Ruderer der oberen Reihe wurden durch seitlich angebrachte Schilde geschützt. Für Transportaufgaben wurde wahrscheinlich nur eine Ruderbank bemannt. Der Schiffstyp der Bireme trat zuerst im späten 8. Jh. v. Chr. auf und hatte sich um 700 v. Chr. bei allen griechischen und Nahost-Marinen durchgesetzt.

## Zeitalter der Triere (ca. 500–400 v. Chr.)
Das Zeitalter der Triere (lateinisch: triremis, griechisch: trieres) wurde weitestgehend von den Auseinandersetzungen zwischen Persien und Griechenland und nach der siegreichen Beendigung dieser Kriege durch innergriechische Auseinandersetzungen und das weitere Vordringen der Griechen nach Westen geprägt. Die hauptsächlichen Entscheidungen fielen auf See.
Mit dem Untergang des Neubabylonischen Reiches wurde Phönizien 539 v. Chr. territorialer Bestandteil des persischen Reiches. Im Zuge des ionischen Aufstandes gegen Persien unter Führung der von Athen unterstützten griechischen Stadt Milet kommt es 495 v. Chr. zu einer Seeschlacht zwischen einer persischen Flotte (phönizische Schiffe und Besatzungen sowie persische Seesoldaten) und einer Flotte ionischer Griechen bei Lade (Türkei). Diese von den Griechen verlorene Seeschlacht war die erste Seeschlacht mit politischer Langzeitwirkung, denn Athens Unterstützung Milets war Anlass für die dann durchgeführten Persischen Kriegszüge gegen Griechenland.
Der dann folgende Versuch Darius I. im Jahre 492 v. Chr., in Griechenland einzumarschieren endete mit dem Verlust eines Großteils der persischen Flotte seiner phönizischen Verbündeten durch einen Sturm am Vorgebirge des Athos. Die für die Logistik der persischen Armee notwendige Transportflotte und die Seestreitkräfte für deren Sicherung waren dadurch nicht mehr vorhanden. Eine Versorgung der großen persischen Armee über Land und aus dem Land war ebenfalls nicht möglich. Der Verlust der Seeherrschaft im Seegebiet führte zu ungesicherten Seeverbindungen und beendete folgerichtig den persischen Kriegszug.
Der erneute Versuch Xerxes I., Griechenland zu erobern, scheitert 480 v. Chr. in der Seeschlacht bei Salamis und stellte den entscheidenden Wendepunkt der persischen Expansion nach Westen dar. Auch in diesem Fall bedeutete die Dezimierung der persischen Seestreitkräfte den Verlust der Fähigkeit, die eigenen Seeverbindungen und damit den Nachschub für die Landstreitkräfte zu sichern. Die verbliebenen Seestreitkräfte wurden nach Kleinasien entlassen und der Feldzug beendet. Der zeitgleich von den Persern mit Karthago verabredete Angriff über See gegen die Griechen Siziliens scheiterte ebenfalls. Der Versuch Persiens, im Bündnis mit der Seemacht Karthago das Mittelmeer zu dominieren, war damit gescheitert. Die Reste der persischen Flotte wurden im Jahr 479 v. Chr. in der Schlacht von Mykale vernichtet. Daraufhin eroberte die griechische Flotte 479 v. Chr. Zypern und Byzanz.
Durch die Siege über die Perser stieg Athen zur ersten Seemacht Griechenlands auf. Es übte die Seeherrschaft im östlichen Mittelmeer aus und übernahm die Führung aller zur Vertreibung der Perser aus der Ägäis bereiten griechischen Städte; es schloss sich mit diesen im 1. Attischen Seebund (478/77–404) zusammen. Es folgte die Blütezeit der griechischen Polis bis etwa 404 v. Chr. Der Attische Bund wurde zunehmend zu einem Instrument der Durchsetzung machtpolitischer Ambitionen der Thalassokratie Athen, obwohl er ursprünglich gegen Persien gerichtet war. Die Unterstützung eines antipersischen Aufstandes in Ägypten (463–454 v. Chr.) führte zur Vernichtung einer zur Unterstützung entsandten athenischen Flotte durch die Perser im Jahr 454 v. Chr. im Nildelta. Das von Athen im Jahr 415–413 v. Chr. nach Sizilien über See entsandte Expeditionsheer war für den Athener Alkibiades lediglich der Beginn eines geplanten maritimen Eroberungsfeldzuges, in dem Italien, Teile Nordafrikas, Karthago und der Peloponnes erobert werden sollten. Athen scheiterte jedoch bereits in Sizilien. Es verlor im Zuge dieses Unternehmens zwei große Flotten. Die Seeschlacht bei Aigospotamoi 405 v. Chr. beendete den Peloponnesischen Krieg durch die Vernichtung einer unter großen Anstrengungen gebauten athenischen Ersatzflotte durch die Spartaner und deren im Peloponnesischen Bund zusammengeschlossenen Verbündeten. Damit war Athens Seemacht gebrochen.
Das Vordringen der Griechen in das westliche Mittelmeer führt im 5. und 4. Jh. zu bewaffneten Auseinandersetzungen zwischen den mit Karthago verbündeten Etruskern und den Griechen. Syrakus wurde 485 v. Chr. durch den Aufbau einer Kriegsflotte zur mächtigsten griechischen Stadt und Thalassokratie. Die Schlacht von Cumae 474 v. Chr. beendete die etruskische Seeherrschaft im Tyrrhenischen Meer und den politischen Einfluss in Italien. Infolge der Ausbreitung der griechischen Seeherrschaft im östlichen Mittelmeer seit etwa 800 und der Schwächung Phöniziens durch fremdländische Vorherrschaft geht die Verbindung Karthagos mit der Mutterstadt Tyros mehr und mehr verloren.

### Die Triere
Die griechische Triere war ein dreireihiges und dreirangiges Schiff mit einer Länge um die 35 m, einer Breite von 3 bis 4 m bzw. mit Auslegern (parexeiresiai) für die obere Ruderreihe 5,50 m. Der Freibord betrug etwa 1,40 m. Der Schiffsrumpf hatte eine Höhe über alles von ca. 2,60 m. Die Ruder hatten eine Länge von etwa 4,25 bis 4,5 m.
Die Besatzungsstärke betrug 200 Mann. Die 170 Ruderer teilten sich auf: 62 Thraniten (obere Ruderreihe), 54 Zygiten (mittlere Ruderreihe) und 54 Thalamiten (untere Ruderreihe). Die Ruder der Thalamiten wurden durch lediglich 45 cm über Wasser gelegene Öffnungen bedient, die durch eine lederne Tasche gegen eindringendes Seewasser abgedichtet wurden. Athenische Trieren hatten zehn Hopliten und vier Bogenschützen (Skythen) sowie 16 Mann seemännisches Personal an Bord.

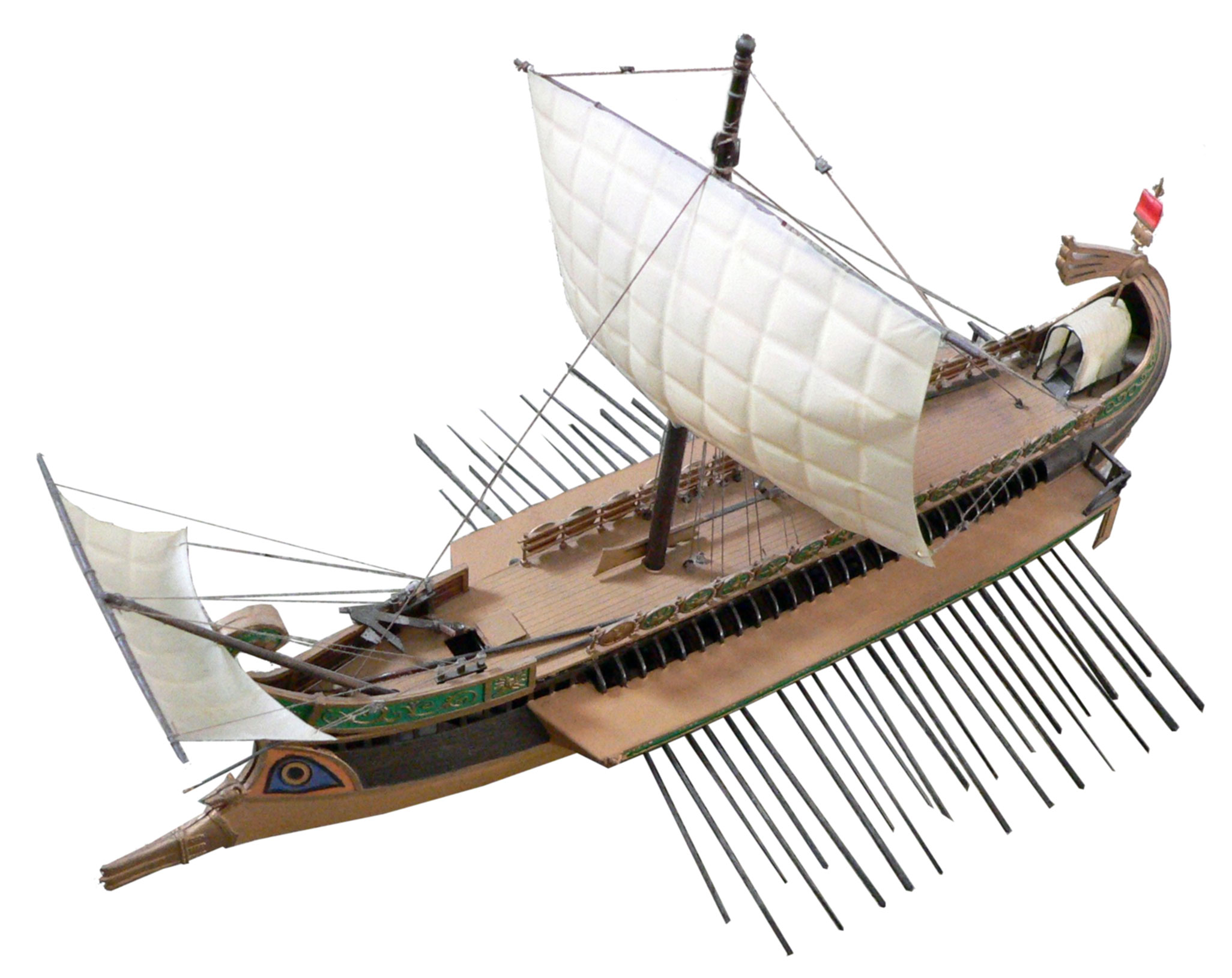
Römische Triere

Phönizische Trieren waren etwa gleich lang und verfügten über die gleiche Anzahl Ruderer. Die dritte Reihe Ruderer wurde aber lediglich durch Erhöhung der Bordwand untergebracht und hatte anfänglich keinen Ausleger für die Thraniten. Dadurch wurden die phönizischen Triremen hochbordiger und schwieriger zu manövrieren.
Die später entwickelte römische Triere war etwa 34 m lang und hatte eine Breite über alles incl. Ausleger von 5,60 m und einen Tiefgang von 1 m. 150 Ruderer teilten sich gleichmäßig auf je 25 Thraniten, Zygiten und Thalamiten pro Reihe und Seite auf. Neben den Ruderern bestand die Besatzung aus zwölf Matrosen sowie 80–90 Seesoldaten. Im Bedarfsfall konnten die Schiffe etwa 200–250 Legionäre transportieren.

#### Schiffbauliche Entwicklung

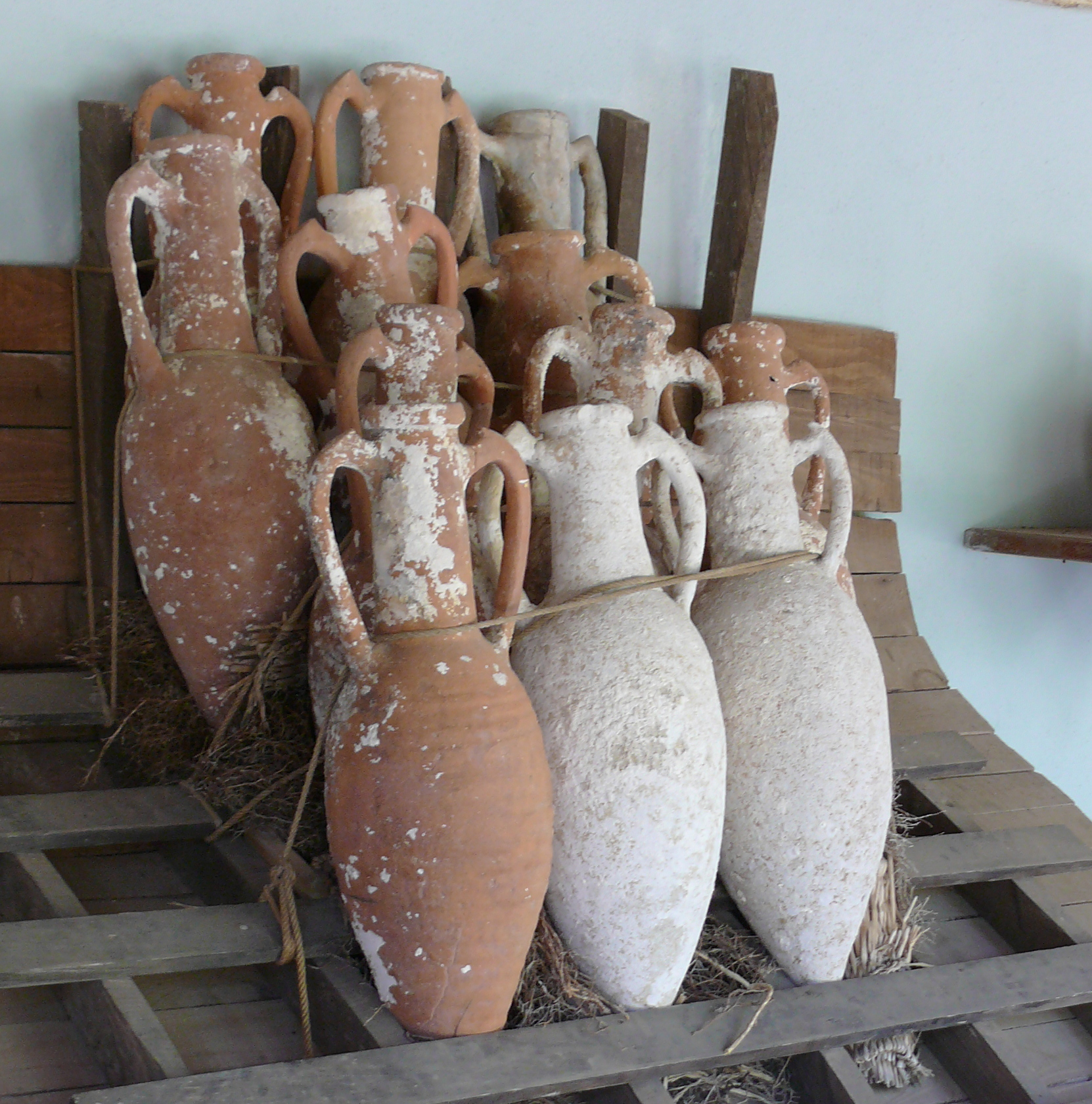
Rekonstruktion der Amphorenstellage auf einem geruderten Schiff

Korinth hatte im 7. Jh. wahrscheinlich die erste Triere zu Wasser gelassen. Die dritte Ruderreihe konnte durch den Anbau eines Auslegers untergebracht werden. Das über den Thraniten befindliche begehbare Oberdeck der griechischen Triere war zunächst auf einen schmalen Streifen beidseitig der Mittschiffslinie beschränkt. Ab ca. 467 v. Chr. verlief es dann von Dollbord zu Dollbord, um mehr Seesoldaten unterbringen zu können. Wenig später wurde dann eine seitliche Abdeckung zum Schutz der Thraniten durch einen am Oberdeck befestigten und herunterhängenden Lederschurz hinzugefügt. Bei den späteren römischen Trieren wurde die Bordwand dann bis zum Oberdeck geschlossen. Dies war dann der Übergang zur kataphrakten Bauweise, also Schiffen mit geschlossenem Oberdeck und Seiten. Im Unterschied dazu mussten die Thraniten auf phönizischen Trieren ihre Ruder vom Oberdeck bedienen. Geschützt wurden sie durch an der Reling angebrachte Schilde.
Der Bug einer griechischen Triere ging in Höhe der Wasserlinie in den Rammsporn über. Der Rammsporn hatte mindestens zwei Zinken, wenn nicht mehr. Aus Gründen der Querfestigkeit wurde der Schiffskörper einer Triere mit von außen horizontal über die ganze Länge des Schiffes angebrachten schweren Holzbändern verstärkt. Die unterste Planke lief vorn in den den Rammsporn tragenden Kiel ein. Diese Konstruktion bildete das stärkste Element des Schiffskörpers.
Um 500 v. Chr. kam die Bleibeschichtung des Rumpfes auf. Gelegentlich wurde die Außenhaut auch mit Kupferblech beschlagen. Im römischen Schiffbau war dies eine bis ins spätere 3. Jh. n. Chr. verbreitete Praxis, die in der Spätantike wohl aus Kostengründen eingestellt wurde. Zur Ausrüstung gehörten zwei Anker, die an je einem Kranbalken am Bug hingen. Außerdem waren zwei Stellinge an Bord, die achtern verstaut wurden. Für Versorgungszwecke wurden Amphoren im Schiffsinnern in speziellen Stellagen verstaut.

#### Einsatz
Die Triere war der Höhepunkt der Schiffsentwicklung im Mittelmeer, die mit der Einführung des Rammsporns und der einsatzbedingt erforderlichen höheren Geschwindigkeit begann. Im 5. Jh. v. Chr. verfügten die meisten Flotten außerhalb Griechenlands über Trieren. Ausgenommen einiger Jahrhunderte schiffbaulicher Experimente mit größeren Schiffen, blieb die Triere die beherrschende Schiffskonstruktion bis ins spätere römische Reich.
Bei guten Bedingungen (Seegang, Wind) und auf nicht zu großer Distanz war kurzfristig eine Geschwindigkeit von etwa 12 km pro Stunde möglich. Es ist belegt, dass über längere Entfernungen eine Geschwindigkeit von 8 km/h gehalten werden konnte. Bei Verlegungsmärschen ohne Nutzung der Segel haben sich die Ruderreihen wahrscheinlich abgelöst. Nach wie vor konnten die Triremen auf den Strand gezogen werden. Eine ausreichende Proviantierung dieser Schiffe war wegen Raummangels weiterhin nicht möglich. Die Flotte wurde entweder durch Versorgungsschiffe begleitet oder musste sich ihre Verpflegung an Land besorgen. Neben den ausschließlich für den Kriegseinsatz vorgesehenen Triremen wurden diese Schiffe bei nicht voller Bemannung auch als Truppentransporter, Pferdetransporter und Wachschiffe eingesetzt.
Die Einführung des Rammsporns veränderte die Seekriegstaktik. Die bevorzugte Kampfweise der athenischen Flotte war das Rammen. Dies wurde auch durch die geringe Zahl Seesoldaten an Bord deutlich. Während früher die Vernichtung der gegnerischen Besatzung das Ziel der Kampfführung war, war nun das Schiff die Waffe und die Vernichtung des gegnerischen Schiffes das Ziel. Angriffsformationen und -evolutionen für den erfolgreichen Einsatz des Rammsporns mussten permanent geübt werden.

### Handelsschiffe
Wenn auch weiterhin Handelsschiffe mit Rudern gebaut wurden, so wurde mit zunehmender Größe dieser Schiffe das Segel das Hauptantriebsmittel. Hierbei werden teilweise mehrere Masten verwandt. Entscheidend für die Einsatzgebiete der Schiffe, ob Binnengewässer oder die offene See, war die Größe der Schiffe. Beim Einsatz in Binnengewässern überwog aus navigatorischen Gründen die Ruderkraft. Die Maße und das Volumen des Bootskörpers wurden durch die Transportaufgabe bestimmt.
Der Fund des Ulunburun-Schiffes zeigt, dass schon frühzeitig Fahrzeuge entwickelt wurden, die weite Fahrten über offene See ermöglichten. Das dabei transportierte Warenspektrum ist weit gefächert.
Für zeitkritische Aufgaben wurden weiterhin Handelsschiffe mit Rudern eingesetzt. Sie transportierten Depeschen, Passagiere sowie Güter, die einen schnellen Transport erforderten. Kleinere Einheiten hatten fast ausschließlich Riemen, möglicherweise mit einem Hilfssegel. Diese Schiffe wurden auch als Hilfsschiffe für die Flotte eingesetzt.
Die Art, wie Güter im Schiff untergebracht waren, lässt auch Spezialisierungen erkennen. So trifft man in untergegangenen Amphoren-Frachtern gelegentlich nicht nur auf bewegliche Verpackungsmittel, sondern auch auf fest im Rumpf installierte keramische Großbehälter mit einem Fassungsvermögen von bis zu 2000–2500 l.
Allgemein gebräuchliche Frachter für die Hochseeschifffahrt hatten in der Antike mindestens eine Tragfähigkeit von 70 bis 80 Tonnen. Ab dem 5. Jh. v. Chr. waren Schiffe mit einer Tragfähigkeit von 100 bis 150 Tonnen allgemein gebräuchlich, jedoch gab es auch Schiffe mit einer Tragfähigkeit von 225 bis 500 Tonnen. Schiffe konnten bis zu 600 Passagiere auf längeren Reisen transportieren.
Von etwa 480 bis etwa dem 1. Jh. v. Chr. gab es das im Mittelmeer und auf dem Nil für den Weizentransport um das 3. Jh. v. Chr. allgemein bekannte Handelsschiff cercūrus/kerkouros mit einer Transporttonnage von 225 bis 450 Tonnen. Dieses Schiff hatte eine Länge von 50 m und trug einen Mast mit Segel. Ein anderer Typ war die cybaea. Sie war von gleicher Größe, aber breiter und wurde auf Binnengewässern und der offenen See eingesetzt. Güter waren Weizen, Wein oder andere Handelsware. Ein weiterer Typ war der phasēlus. Diesen Typ gab es in verschiedenen Größen, der hauptsächlich zum Personentransport über See eingesetzt wurde. Eine kleinere Version fuhr auf dem Nil. Die größeren Einheiten wurden auch als Kriegsschiff eingesetzt.
In griechischer Zeit gab es eine Reihe von Transportschiffen unter Segel, die jedoch nur dem Namen nach bekannt sind. Das einzige identifizierbare Schiff aus dieser Zeit ist der phönizische gaulo. In römischer Zeit gab es eine Reihe von nāvis onerāria genannte Hochseefrachter, von denen lediglich zwei Typen mit hinlänglicher Sicherheit identifiziert werden können: der lokal im Süden Frankreichs eingesetzte pontō und die corbīta, die eine geographisch weiter gefasste Nutzung hatte. Ihr Name bedeutete Korb; ein relativ langsames und dickbäuchiges Schiff. Diesen Schiffstyp gab es in unterschiedlichen Größen.

## Zeitalter der Polyeren (400–31 v. Chr.)
Das Zeitalter der Polyeren war in seiner maritim historischen Ausprägung gekennzeichnet durch
- die weiter anhaltenden Auseinandersetzungen zwischen den Griechen – insbesondere der Seemacht Syrakus – und der das westliche Mittelmeer beherrschenden Seemacht Karthago;
- den beginnenden Niedergang der griechischen Stadtstaaten;
- den Aufstieg Makedoniens zum Weltreich und zum Beherrscher des östlichen Mittelmeers;
- die Bildung der Diadochenreiche sowie folgend der hellenistischen Staatensysteme mit wechselnder Beherrschung des östlichen Mittelmeers sowie
- den Aufstieg Roms zur Seemacht und zum Beherrscher des gesamten Mittelmeers.

In diesem Zeitabschnitt und historischen Umfeld wurde die Polyere zum durchsetzungsfähigsten Seekriegsmittel.
Rom legte die Grundlagen der römischen Herrschaft in Italien mit der Eroberung Mittel- und Süd Italiens. Im Zuge dieser Entwicklung kam es auch zur Gründung der ersten Häfen und Stützpunkte von Ostia Antica und Antium an der tyrrhenischen Küste. Die altrömische Republik war im 4. und dem beginnenden 3. Jh. keine Seefahrernation. Sie überließen die See im westlichen Mittelmeer zunächst den Etruskern, Karthagern und Griechen. In zwei Staatsverträgen von 348 und 306 v. Chr. akzeptierte Rom die Sperrung des westlichen Mittelmeeres für den römisch-lateinischen Handel.
Die im 6. Jh. v. Chr. begonnenen Kämpfe zwischen Griechen und Karthagern in Sizilien dauerten auch im 4. Jh. v. Chr. an. Für seine Kriege mit Karthago begann Dionysios I. von Syrakus, Herrscher von Syrakus im Jahre 399 v. Chr. als Erster Polyeren zu bauen. Sein Sohn Dionysios II. von Syrakus setzte den Bau dieser Schiffe fort.
Athens Auseinandersetzungen mit Sparta führten 378/77–338 zur Bildung des Zweiten Attischen Seebundes. Athen übte die Kontrolle über die Ägäis durch seine und seiner Verbündeten Seemacht aus. Die Differenzen zwischen Athen und Sparta verhinderten jedoch eine Seeherrschaft über die Ägäis hinaus. Der Einfluss dieses Bündnisses verlor 352 v. Chr. mit dem Aufstieg Makedoniens zur führenden Macht in Griechenland an Bedeutung. Mit der Schlacht bei Chaironeia endete der Zweite Attische Seebund.
Philipp II. (Makedonien) errang in jahrelangen Kämpfen gegen die griechischen Poleis die Vormacht in Griechenland und einte die griechische Staatenwelt im Korinthischen Bund. Sein Sohn Alexander der Große eroberte das Achämenidenreich und damit die gesamte östliche Mittelmeerküste, obwohl die Perser dank phönizischer Schiffe die Seeherrschaft im östlichen Mittelmeer besaßen. Makedonien wurde durch Eroberung der phönizischen Städte und deren Flotten zur stärksten Seemacht im östlichen Mittelmeer, obwohl es diese bei seinen Eroberungszügen kaum einsetzte. In diesem Fall hatte eine Landmacht durch Wegnahme der Städte und Küsten die Seeherrschaft errungen. Halford Mackinder sah seine Heartland-Theorie durch dieses geschichtliche Beispiel bestätigt. Der Plan Alexanders des Großen, nach dem Perserreich auch Karthago, Libyen, Spanien bis nach Italien mit Land- und Seestreitkräften zu erobern, kam wegen seines frühen Todes im Jahre 323 v. Chr. nicht zur Ausführung.
Unmittelbar nach Alexanders Tod versuchte Athen und Ätolien die makedonische Fremdherrschaft im Lamischen Krieg abzuschütteln. Die 322 v. Chr. stattfindende Seeschlacht bei Amorgos beendete den Krieg. Die Niederlage bedeutete für die Athener das Ende ihrer Seeherrschaft in der Ägäis und zudem den Verlust ihrer Autonomie.
Nachfolger der Seemacht Athen als führende griechische Seemacht wurde zunächst Rhodos. Es dominierte den maritimen Handel, insbesondere nach der Zerstörung von Tyros 332 v. Chr. durch Alexander den Großen. Die Eroberung von Tyros bedeutete das Ende der persischen Seemacht sowie der ehemaligen Seemacht Phönizien. Phönizien wurde griechisch und bedeutungslos. Neben der Handelsflotte unterhielt Rhodos eine veritable Kriegsflotte, mit der es sich an den Diadochenkriegen und Syrischen Kriegen mit wechselnden Bündnispartnern beteiligte.
Die Aufteilung des Reiches Alexanders des Großen unter den Diadochen führte 323 v. Chr. zu 22 Diadochenreichen (Liste der Diadochenreiche) und in deren Folge zu sechs Diadochenkriegen. Der Tod des Lysimachos (281 v. Chr.) beendete die Diadochenzeit und steht für den Beginn der Etablierung der hellenistischen Nachfolgestaaten: das Antigonidenreich, das Seleukidenreich und das Reich der Ptolemäer.
Der Diadoche Ptolemaios I. Soter von Ägypten bekam den größten Teil von Alexanders Flotte. Daraufhin begann Antigonos I. Monophthalmos der Einäugige und sein Sohn Demetrios I. Poliorketes mit dem Bau von Polyeren und löste den größten maritimen Rüstungswettlauf der Antike aus. Beide bauten siebenrangige bis dreizehnrangige Schiffe, später fünfzehnrangige und sechzehnrangige Schiffe, um Ptolemaios Seeherrschaft im östlichen Mittelmeer zu brechen. Lysimachos baute vergleichbare Schiffe. In den Gewässern Zyperns schlug Demetrios 306 v. Chr. Ptolemaios I im Vierten Diadochenkrieg in der entscheidenden Schlacht von Salamis. Mit der Niederlage des Ptolemaios fielen Athen und Zypern an den Antigoniden. Demetrios’ Angriff auf Ägypten über See im Jahr 305 v. Chr. scheiterte wie auch der Versuch der Eroberung von Rhodos auf der Rückreise von Ägypten, da Rhodos wiederum von Ägypten über See unterstützt wurde. Nach der Niederlage in der Schlacht von Ipsos 301 v. Chr. verlor Demetrios weite Teile Griechenlands. Ihm blieben Megara und Korinth sowie einige Hafenstädte wie Ephesos, Tyros, Sidon sowie Zypern, außerdem seine Flotte, mit der er die Seeherrschaft im östlichen Mittelmeer ausübte. Mit seiner Flotte überfiel er überfallartig die Hafenstädte seiner Gegner. Im Jahre 297 v. Chr. begann er unter Einsatz seiner Flotte mit der Rückgewinnung Attikas und eroberte 296–295 Ägina und Salamis. Im Jahr 288 v. Chr. erbaute Demetrios eine der größten Flotten mit 500 Schiffen, zur Unterstützung seines Feldzuges in Asien mit dem Ziel das Alexanderreich wieder aufzurichten. Nach erfolglosem Vormarsch ergab er sich 286 v. Chr. Seleukos I. Damit brach das Seereich des Demetrios zusammen. Sein Sohn Antigonos II. Gonatas behauptete sich zunächst nur in Thessalien, Euböa und Korinth, schaffte aber einige Jahre später die Rückkehr auf den Thron von Makedonien.
Im Zweiten Syrischen Krieg verlor Ptolemaios II. gegen den von Rhodos unterstützten Antiochos II. Theos nach den Seeschlachten von Ephesos und von Kos (255 v. Chr.) die Oberhoheit über die griechischen Inseln. Antigonos II. Gonatas unterbrach die Seeherrschaft der Ptolemäer in der Ägäis durch seinen Sieg in der Seeschlacht von Andros 246 v. Chr.
Dennoch wurde Ägypten unter Ptolemaios III. durch die Eroberungen im Dritten Syrischen Krieg gegen Seleukos II. die beherrschende Seemacht im östlichen Mittelmeer. Das Ptolemäerreich umfasste nun mit wenigen Ausnahmen das gesamte östliche Mittelmeer, alle Küsten und bedeutenden Häfen von der Kyrenaika bis nach Thrakien, außer Ägypten auch Zypern, Phönikien, Kilikien, Pamphylien, Lykien, Karien, Ionien, den Hellespont und einige Inselstützpunkte, darunter Itanos im Osten Kretas, Thera, Samos und Arsinoë. Ebenfalls ägyptisch war von 246 bis 218 v. Chr. die wichtige Hafenstadt Seleukia Pieria in Syrien.
Außer den Häfen und Werften hatten die Ägypter ihren Gegnern auch alle küstennahen Holzreserven versperrt: den Libanon, Zypern, Kilikien, die Insel Samos und Thrakien. Auf diese Weise endete der seit Antigonos Monophthalmos laufende maritime Rüstungswettlauf zwischen den Diadochen. Die ägyptische Flotte dieser Zeit war die mächtigste der Antike: 17 × 5-rangige, 5 × 6-rangige, 37 × 7-rangige, 30 × 9-rangige, 14 × 11-rangige, 2 × 12-rangige, 4 × 13-rangige, 1 × 20-rangige sowie 2 × 30er.
Der Versuch des Makedonenkönigs Philipp V., eine neue Seeherrschaft in der Ägäis zu errichten, wurde 201 v. Chr. in der Seeschlacht von Chios durch die vereinigten Flotten von Rhodos, Pergamon, Kyzikos und Byzanz vereitelt. Nach seiner Niederlage im 2. Makedonisch-Römischen Krieg musste Philipp nur vier Jahre später alle maritimen Ambitionen begraben.
Zum Ende des 5. Syrischen Kriegs im Jahre 197 v. Chr. eroberte Antiochos III. mit einer großen Flotte die mit Ägypten verbündeten Städte Kilikiens, Lykiens und Kariens und später Ionien und Ephesos. Im Syrisch-Römischen Krieg wurde der Vorstoß der Seleukiden in die Ägäis jedoch in mehreren Schlachten vereitelt, wobei die mit Pergamon und der Römischen Republik verbündeten Rhodier den größten Anteil hatten. Dies war die Voraussetzung für ein sicheres Übersetzen der römischen Armee nach Kleinasien, wo sie das Seleukidenheer in der Schlacht bei Magnesia schlugen. Nach dem Frieden von Apameia 188 v. Chr. musste Antiochos III. seine Flotte auf zehn Schiffe verkleinern. Mit dieser Entscheidung ging die Seeherrschaft im Östlichen Mittelmeer von den Diadochenreichen endgültig auf die Römer über, die ihren Verbündeten, insbesondere den Rhodiern, gleichwohl noch eine nicht ganz unbedeutende Rolle zugestanden, etwa bei der Piratenbekämpfung.
Die Flottenpolitik Roms hatte sich aus der Beherrschung Mittel- und Unteritaliens ergeben, als die Republik durch die Einnahme von Tarent 272 v. Chr. Erbin der griechischen und punischen Handelsherrschaft in diesem Raum wurde. Rom wurde dadurch potentielle Seemacht mit Hilfe der Griechen Magna Graecia als „socii navales“ (maritime Bundesgenossen). Roms Interesse an Sizilien führte 264 v. Chr. zum Konflikt mit Karthago. Der römische Flottenbau mit Hilfe der Griechen Unteritaliens war mit dem Beginn der Eroberung Siziliens nunmehr unabdingbar, da Rom in ein Interessengebiet der damals führenden Seemacht Karthago eingriff. Mit der Eroberung Siziliens begann Roms Weg zur Seemacht. In drei Punischen Kriegen (264–241, 218–201, 149–146 v. Chr.) wurde Karthago niedergerungen. Die Schlacht am Kap Ecnomus 256 v. Chr. war keine militärisch entscheidende Seeschlacht im Ersten Punischen Krieg, jedoch blieb die Zahl der Schiffe und teilnehmenden Soldaten in der Antike unübertroffen. Die Römer hatten 330 Schiffe, darunter etwa 250 Penteren, der Rest Transport- und Versorgungsschiffe. Die Karthager setzten ca. 350 Schiffe ein. Um diese Flotte zu bemannen, waren 140 000 Mann erforderlich. Die Schlacht bei den Ägatischen Inseln 241 v. Chr. zwischen Rom und Karthago brachte schließlich die Entscheidung im Ersten Punischen Krieg und sicherte die römische Seeherrschaft im westlichen Mittelmeer.
Nach dem Verlust der Seeherrschaft im Ersten Punischen Krieg entschied sich Karthago im Zweiten Punischen Krieg für den Landkrieg, da ein Seekrieg gegen Rom und die zahlreich mit ihnen verbündeten Seestädte Italiens und Syrakus wenig aussichtsreich erschien. Nach dem Ende des Zweiten Punischen Krieges hatte Rom endgültig die Vorherrschaft im westlichen Mittelmeer gefestigt.
Nach den Punischen Kriegen behielten die Römer eine bedeutende Marine für die erste Hälfte des 2. Jh. v. Chr., sahen dann aber keinen Grund für den weiteren Unterhalt einer größeren Flotte. Sie verließen sich fast ausschließlich auf die verbündeten griechischen Städte Süditaliens, die Schiffe und Besatzungen je nach Bedarf zu stellen hatten, weshalb man in der römischen Flotte noch lange eher Griechisch als Latein sprach. Im Dritten Makedonischen Krieg boten Karthago, Genthios von Illyrien, Rhodos und Byzanz Schiffe für den Transport der römischen Truppen zum griechischen Festland an und machten damit die römische Schwäche zur See deutlich. Die Inselrepublik Rhodos, die bis 168 v. Chr. mit ihrer Flotte im östlichen Mittelmeer für Ruhe sorgte und im Krieg gegen Perseus lange Zeit keine eindeutige Stellung beziehen wollte, wurde für ihre schwankende Haltung mit dem Verlust ihres Festlandbesitzes gestraft und durch die Errichtung eines Freihafens im ehemals makedonischen Delos zusätzlich geschwächt. Diese Schwächung führte zum Verlust der rhodischen Seeherrschaft in der Ägäis und damit zur Ausbreitung der Seeräuberplage. Rom begann sich in Folge weiter nach Osten auszudehnen. Das Seeräuberunwesen wurde erst 67 v. Chr. im gesamten Mittelmeer mit einer zwischenzeitlich neu geschaffenen römischen Flotte in einem koordinierten Einsatz von 500 Schiffen und 20 Legionen durch Gnaeus Pompeius Magnus beendet.
Während der römischen Bürgerkriege kam es zu einer Anzahl bedeutender Seeschlachten. Die Seeschlacht bei Actium 31 v. Chr. zwischen Octavian und Marcus Antonius markierte für lange Zeit das Ende klassischer Seeschlachten mit massierten Flotten bestehend aus unterschiedlichen Klassen von Schiffen. Der Bürgerkrieg war nach dem Gewinn dieser Seeschlacht weitestgehend entschieden. Es war auch der Beginn der Alleinherrschaft Octavians (des späteren Augustus) sowie das Ende der römischen Republik. Diese Schlacht beendete auch bis auf wenige Ausnahmen den Bau von Polyeren und kennzeichnete den Übergang zur Liburne. Rom hatte im Mittelmeer keinen Gegner mehr und war die alleinige Seemacht. Die kaiserliche Flotte – mit ihren Hauptstützpunkten in Ravenna und Misenum – verhinderte das Entstehen eines maritimen Gegners und hatte weitestgehend nur noch polizeiliche Aufgaben. Die Parther, Roms einziger verbliebener echter Rivale, waren eine Landmacht ohne Zugang zum Mittelmeer. Bis zur Seeschlacht zur Klärung der Machtfrage zwischen Konstantin I und Licinius vor den Dardanellen gab es daher für mehr als 300 Jahre keine großen Seeschlachten mehr.

### Schiffbauliche Entwicklung
Die Polyeren sind offenbar in drei Schritten entwickelt worden. Zunächst von der Triere bis zum sechsrangigen Schiff zu Anfang des 4. Jh. v. Chr. Im weiteren Verlauf die Entwicklung vom sechsrangigen zum sechzehnrangigen Schiff im Zeitraum 315–288 v. Chr. und in einer weiteren Phase zwischen 288 und 246 v. Chr. bis zum dreißigrangigen Schiff. Ende des 3. Jh. v. Chr. baute Ptolemaios IV. ein vierzigrangiges Schiff allerdings nur als Prunk- und Schaustück.
Das Zeitalter der Polyeren nahm mit den Tetreren und den Penteren ihren Anfang. Die drastische Erhöhung der Anzahl Ruderer konnte nur mit der Mehrfachbemannung der in maximal drei Reihen untergebrachten Ruderer erreicht werden. Denkbar sind einreihige bzw. zweireihige Schiffe mit bis zu maximal acht Mann pro Riemen. Mehr als acht Mann konnten schon aus schiffbaulichen Gründen nicht pro Riemen eingesetzt werden, so dass bei mehr als acht Ruderern pro Reihe eine weitere Reihe erforderlich war. Zwangsläufig bestimmte die Anzahl Ruderer pro Ruderreihe die Schiffsbreite. Bei den Polyeren mussten teilweise die enorme Anzahl Ruder in einem Stehend/ Sitzend Rhythmus bedient werden. Aufstehen zum Eintauchen der Riemen und dann über das Durchziehen zum Sitzen. Auch eine beiderseitige Anordnung der Ruderer pro Riemen ist denkbar, die dann im Zug- und Druckverfahren arbeiteten.
Für seine Kriege mit Karthago begann Dionysius I, Herrscher von Syrakus im Jahre 399 v. Chr. als Erster Polyeren als vierrangige und fünfrangige Schiffe zu bauen. Sein Sohn Dionysius II baute bereits sechsrangige Schiffe. Um 330 v. Chr. hatte Athen 18 vierrangige Schiffe und 392 Trieren. Sechs Jahre später waren es 43 vierrangige und sieben fünfrangige Schiffe. Auch das phönizische Sidon hatte 351 v. Chr. fünfrangige Schiffe in seiner Flotte, die während Alexanders Belagerung von Tyros im Jahre 332 v. Chr. eingesetzt wurden.
Mit dem Bau sechsrangiger bis sechzehnrangiger Schiffe veränderte sich die Einsatzart. Der Schwerpunkt lag nun auf schwer gepanzerten Plattformen mit geschlossenem Oberdeck und Seiten für den Transport von Katapulten und Seesoldaten. Das Schiff veränderte seinen Charakter von einer Waffe mit Rammsporn zu einem Waffenträger für Katapulte und Seesoldaten für den Enterkampf. Seegefechte wurden nunmehr aus der Distanz begonnen mit Speeren, Steingeschossen und der Nutzung von zerlegbaren Kampftürmen und endeten im Enterkampf.
Wahrscheinlich war der größte und überzeugendste Vorteil der Supergaleeren die Bordwandhöhe, die das Entern erschwerte. Die Schiffsbreite der Polyeren musste als Ausgleich für den geringen Tiefgang von etwa 2 m und dem hohen Freibord beträchtlich gewesen sein. Über die Takelage der Polyeren ist wenig bekannt, jedoch wird von einer der Triere vergleichbaren Besegelung ausgegangen. Seit dieser Zeit unterscheidet sich der Seekrieg vom Landkrieg durch die höhere Abhängigkeit und Einsatz von Technologie und Technik. Dies wiederum erfordert seit alters her einen hohen Grad an Ausbildung und Zusammenarbeit.
Römisches Seekriegswesen orientierte sich an den Standards griechisch-punischen Schiffbaus, und man zog bis zum Ende der Republik technologischen Profit aus der Entwicklung anderer seefahrender Völker, so auch aus den bei den hellenistischen Seestreitkräften eingesetzten Polyeren. An der Hochrüstung der Diadochenreiche beteiligte man sich nicht und konzentrierte sich auf den Bau bis zu zehnrangiger Schiffe, der sich pragmatisch an militärischer Notwendigkeit und wirtschaftlichem Denken orientierte.
Ein bemerkenswertes Charakteristikum der römischen und karthagischen Flotte im 3. Jh. v. Chr. war die Geschwindigkeit, mit der Schiffe und ganze Flotten gebaut wurden. 261 v. Chr. bauten die Römer ihre erste Flotte von 120 Schiffen in zwei Monaten. Sieben Jahre später bauten sie ihre zweite Flotte in drei Monaten. Archäologische Funde in Lilybaeum deuten darauf hin, dass die Bestandteile der Schiffe in Großserienfertigung quasi wie am Fließband entstanden und anschließend wie im späteren Venedig zusammengesetzt wurden.

### Tetrere
Dionysios I. von Syrakus begann mit dem Bau von vierrangigen Tetreren (lateinisch: quadriremis, griechisch: tetreres), die dann auch schnell von der punischen Marine übernommen, aber vermutlich auch in der rhodischen Marine eingesetzt wurden. Die von Dionysios I. erbauten vierrangigen Kriegsschiffe wurden erstmals mit Katapulten ausgerüstet.
Die Ruderanordnung der Tetreren ist bis heute nicht eindeutig geklärt. Sie ist möglicherweise als ein einreihiges, vermutlich aber eher als zweireihiges Schiff gebaut worden. Griechische Tetreren hatten eine Länge von etwa 38 m und eine Breite von 5 m. Römische Tetreren hatten bei einer Länge zwischen 35 und 40 m eine Breite von ca. 7 m.

### Pentere
Auch die Pentere (lateinisch: quinqueremis, griechisch: penteres) wurde erstmals von Dionysios I. gebaut. Die hellenistische Pentere war mit an Sicherheit grenzender Wahrscheinlichkeit größer als vergleichbare Schiffe aus Karthago und Rom. Über die Reihigkeit dieser Schiffe gibt es keine genauen Angaben. Sie dürfte sich zu unterschiedlichen Zeiten verändert haben. Die römische dreireihige und fünfrangige Quinqueremis aus der republikanischen Zeit war ein Nachbau eines Schiffstyps aus Karthago. Sie war 37 m lang, hatte einschließlich der Ausleger für die Thraniten eine Breite von 5 m bei einem Tiefgang von 1,40 m. Die Ruderbesatzung bestand aus 300 Mann, je 150 pro Seite. In einer vertikalen Sektion gab es zwei Thraniten, zwei Zygiten und einen Thalamiten. Es wird davon ausgegangen, dass römische und karthagische Penteren über eine gleich starke Ruderbesatzung verfügten. Dieser Schiffstyp war die römische und punische Standardeinheit während des Ersten und Zweiten Punischen Krieges. Er wurde bei den Römern bis weit in die Kaiserzeit eingesetzt. Hinzu kamen 30 Mann seemännisches Personal sowie 40 Seesoldaten im Frieden und 120 im Krieg.
Die Schiffe hatten ein durchgehendes Oberdeck. Die Ruderer waren geschützt unter Deck untergebracht. Zunächst entsprach die Bauweise der punischen und römischen Schiffe dem dreireihigen Trierenprinzip. Möglicherweise bauten die Karthager als auch die Römer die Penteren ab dem Zweiten Punischen Krieg auch zweireihig. Die Ruderbesatzung bestand dann aus drei Thraniten und zwei Zygiten unter Wegfall der Thalamiten in 40 Vertikalmodulen. In dieser Version hatte das Schiff eine Länge von 54 m, eine Breite von 9 m sowie eine Ruderbesatzung von 400 Mann. Ab etwa 100 v. Chr. gilt die Kenntnis dieser Bauweise für die römische Flotte als gesichert. Möglich erscheint auch eine einreihige und fünfrangige Version dieses Schiffstyps. Diese Bauweise führte zu einer geringeren Bordwandhöhe, erhöhte die Maximalgeschwindigkeit und machte das Schiff wendiger. Für den Transport konnten 200–300 Legionäre an Bord genommen werden. Der Einsatz von großen Katapulten für eine seeseitige Belagerung erforderte für die notwendige Vergrößerung der Standfläche am Oberdeck das Zusammenlaschen von zwei Schiffen dieses Typs.
Im Ersten Punischen Krieg setzten die Römer den Corvus auf diesem Schiffstyp ein. Diese Erfindung sollte im Kampf gegen Karthago die seemännische Überlegenheit der Punier ausgleichen. Er war eine im Bugbereich aufgestellte 11 m lange, 1,10 m breite und mit einem metallenen Dorn am Ende versehene drehbare Enterbrücke. Der tragende Pfosten hatte eine Höhe von 7 m und war drehbar gelagert. Die Relingshöhe der Brücke betrug ca. 0,65 m. Nach dem Fallenlassen des Corvus auf das gegnerische Schiff rückten jeweils zwei Seesoldaten nebeneinander mit Schilden auf der kniehohen Reling vor. Die Ausmaße und das Gewicht des corvus machten den ohnehin ranken Schiffskörper extrem kopflastig und führten zu entsprechenden Schiffsverlusten bei Sturm. Der erste Einsatz erfolgte 260 v. Chr. in der Schlacht von Mylae, er wurde dann aber relativ schnell nicht mehr eingesetzt.
Die römische Flotte übernahm mit Beginn ihres Flottenbaus Mitte des 3. Jh. v. Chr. den dreizackigen Rammsporn der hellenistischen Marinen, ging dann aber Mitte des 1. Jh. v. Chr. zu einem einzackigen Rammsporn über.

### Hexere
Bereits Dionysios II. von Syrakus ließ wahrscheinlich die erste Hexere (lateinisch: hexeris, griechisch: hexeres) bauen. Die Hexere war vermutlich ursprünglich ein Schiff trierischer Bauart mit drei Riemenreihen und jeweils zwei Mann pro Riemen in einer Vertikalsektion. Die Breite dürfte größer als die einer Pentere gewesen sein. Dieser Schiffstyp wurde auch in den Seekriegen der Diadochen und den Punischen Kriegen eingesetzt.
In der römischen Kaiserzeit wurde dieser Schiffstyp auch in einer zweireihigen Version gebaut und war das größte bei der Flotte eingesetzte Schiff. Die angenommenen Maße betrugen dann 56 m Länge, 11 m Breite bei einem Tiefgang von 1,50 m. Für die Bemannung der Ruder waren 480 Mann erforderlich, neben 20 Mann seemännisches Personal und 170 Seesoldaten.
Neben dem weiterhin vorhandenen Rammsporn verfügte dieser Schiffstyp bis zu vier beweglich an Oberdeck einsetzbarer Kampftürme, die durch Bogenschützen bemannt wurden. Auf römischen Hexeren wurde auch erstmals der Marcus Vipsanius Agrippa zugeschriebene Harpax eingesetzt; er war ein durch ein Katapult verschossener mit einer Leine versehener Enterhaken, der zum Längsseitsziehen des Gegners eingesetzt wurde. Bestückt waren römische Schiffe auch mit Werfern für Steine, Brandsätze sowie Katapulten für schwere Pfeile, Bolzen, Brandgeschosse und balkengroße Projektile. Verwendet wurden darüber hinaus eiserne Wurfdraggen (manus ferreae), Doppeläxte und auf langen Stangen aufgesteckte Sicheln zum Kappen von Tauen (falces). Eine römische Erfindung waren auch ausfahrbare lange Spieren, mit denen die gegnerische Besatzung vom Oberdeck gefegt werden sollte.

### Heptere
Die erste bekannte Heptere (lateinisch: Septiremis, griechisch: hepteres) war griechischen Ursprungs, die die Punier dem König Pyrrhus von Epirus abgenommen haben. Sie fiel nach der Schlacht von Mylae den Römern in die Hände. Die Heptere dürfte ähnlich wie eine Hexere gebaut gewesen sein, jedoch mit größerem Deplacement. Sie war ein wahrscheinlich zweireihiges und siebenrangiges Schiff von ca. 58 m Länge und in der Breite mindestens einer Hexere vergleichbar. Sie trug eine Besatzung von 500 bis 700 Mann, davon 350 Ruderer zuzüglich ca. 15–20 Mann seemännisches Personal sowie ca. 150–200 Mann Seesoldaten. Das Erscheinen der Hexeren und Hepteren war eine entscheidende Fortentwicklung im Kriegsschiffbau vergleichbar mit der Einführung der Dreadnought im Jahre 1906. Die Verstärkung des Rumpfes durch einen umlaufenden Spant in der Wasserlinie machten das Schiff gegenüber dem Rammen weniger verwundbar. Durch Einsatz mehrerer Ruderer pro Riemen wurde die Zugkraft gesteigert und die Anzahl der Ruder und Ruderbänke konnte verringert werden. Das Schiff verfügte über einen in Bronze eingekleideten Rammsporn und bis zu fünf zerlegbare Katapulte.

### Octere
Die Octere (lateinisch: octeris, griechisch: octeres) war wahrscheinlich ein der Heptere in der Größe vergleichbares Schiff in zweireihiger oder dreireihiger Bauweise.

### Ennere
Die Ennere (lateinisch: enneris, griechisch: enneres) war ein mindestens zweireihiges, aber wahrscheinlich dreireihiges und neunrangiges Schiff ohne Rammsporn. Die Länge wird mit ca. 66 m bei einer Breite von 19 m angenommen. Der Vortrieb wurde von insgesamt 210 Rudern mit drei Mann pro Ruder erzeugt. Die Besatzung bestand aus 630 Ruderern zuzüglich 400 Seesoldaten und etwa 20–30 Mann seemännisches Personal. An Oberdeck waren zwei drehbar gelagerte Steilfeuergeschütze und weitere zwölf Katapulte auf sieben Kampftürmen eingebaut.

### Dekere
Es wird von zweireihigen (biremische Bauart) und zehnrangigen Dekeren (lateinisch: decemremis, griechisch: dekeres) ausgegangen, obwohl auch dreireihige Dekeren bekannt sind. Eine Dekere hatte eine Länge von ca. 71 m, eine Breite von ca. 20 m und einen Tiefgang von 1,90 m. Die Bordwandhöhe betrug von der Wasserlinie bis zum Dollbord 3 m. Jedes Ruder wurde von fünf Ruderern bemannt. Auf jeder Seite waren 35 Riemen in der oberen und 35 in der unteren Reihe untergebracht. Somit ergab sich eine Ruderbesatzung von 700 Mann. Neben 35 Mann seemännisches Personal konnten noch 510 Mann Seesoldaten aufgenommen werden. Insgesamt konnten etwa 1000 Mann transportiert werden. Das Schiff trug sieben zerlegbare Kampftürme, die nur im Gefecht aufgebaut wurden. Der Vordere hatte eine Höhe von 7,60 m, der Hintere von 7 m, die Mittleren waren kleiner. Die Bewaffnung bestand aus zehn Flachbahn Pfeilgeschützen und zwei ballistischen Geschützen. Die Pfeilgeschütze verschossen auch den „harpax“. Nach der Schlacht von Actium verschwanden die Dekeren aus dem aktiven römischen Flottendienst, jedoch wurden sie in der Zeit von 37 bis 41 n. Chr. noch für Schiffsschaukämpfe gebaut.

### Hendekere, Dodekere, Triskaidekere, Pentekaidekere, Hekkaidekere
Der Bau überschwerer 11–16 rangiger Schiffe (lateinisch: undecimremis, duodecimremis, tredecimremis, quindecimremis, sedecimremis, griechisch: hendekeres, dodekeres, triskaidekeres, pentekaidekeres, hekkaidekeres) hellenistischer Bauart ist überliefert. Die genauen Maße, Größenverhältnisse, Reihigkeit sowie Besatzungsstärken sind nicht bekannt.

### Großkampfschiffe
Erwähnenswert sind weiterhin die Galeeren mit wahrhaft gigantischen Maßen: Lysimachos baute die zweireihige und achtrangige LEONTOPHOROS mit 1600 Ruderern und 1200 Seesoldaten. Dieses Schiff war von der Kampfkraft einem sechzehnrangigen Schiff ebenbürtig. Jedoch war die LEONTOPHOROS wahrscheinlich ein Schiff in Katamaranbauweise. Die in zwei Reihen angeordneten 100 Ruder waren mit je vier Mann bemannt. Eine Schiffsseite kam somit auf 400 Ruderer. Das ergab für beide Seiten eines Schiffsrumpfes 800 Ruderer und für beide Schiffsrümpfe 1600 Ruderer. Die verbundenen Schiffskörper schufen an Oberdeck eine beträchtliche Fläche zur Aufnahme der Seesoldaten und Artillerie.
Mit der Einführung der Katamaranbauweise wird die ursprüngliche Kategorisierung der Rangigkeit von Schiffen auf der Basis einer Vertikalsektion einer Schiffsseite verlassen. Die Klassifizierung stützt sich jetzt bei Schiffen in Katamaranbauweise auf zwei Vertikalsektionen an Backbord und Steuerbord.
Antigonos II. Gonatas, Sohn des Demetrius Poliorketes, erbaute wahrscheinlich ein dreireihiges und fünfundzwanzigrangiges Schiff mit nur einem Schiffsrumpf. Dieser Schiffstyp basierte auf einem zweireihigen und sechzehnrangigen Schiffskörper. Es wird angenommen, dass dieses Schiff eine zusätzliche provisorische dritte Ruderreihe von neun Ruderern pro Riemen auf dem Kampfdeck hatte, obwohl gemeinhin nur von maximal acht Mann pro Ruder ausgegangen wird. Dies scheint jedoch die einzig mögliche Erklärung für die Unterbringung von weiteren neun Ruderern zu sein.
Auf Weisung Hieron II. von Syrakus (269–215 v. Chr.) wurde die SYRACUSIA als Kornfrachter und Repräsentationsschiff gebaut. Das dreireihige und zwanzigrangige Schiff hatte drei Masten und drei Decks (Ober- und zwei Zwischendecks) und maß 55 × 14 × 13 m. Hieron machte es später Ptolemaios III. zum Geschenk, der dem Schiff den Namen ALEXANDREIA verlieh. Es soll 2000 Ruderer an Bord gehabt haben und war mit drei Masten ausgerüstet. Die Ladefähigkeit des mit Kabinen und Sälen, Pferdeställen, Bibliothek, Schwimmhalle, Turnplatz und Bordgarten luxuriös ausgestatteten Schiffsriesen wird mit etwa 1700 t angegeben. Außerdem trug sie acht Gefechtstürme sowie Katapulte und ca. 400 Seesoldaten.
Das größte je gebaute Schiff ist ein von Ptolemaios IV. gebauter 40er. Es war etwa 128 m lang, gut 17 m breit und hatte eine Höhe von der Wasserlinie bis zur Spitze des Hecks von gut 24 m. Die Besatzung bestand aus 4000 Ruderern, 400 Mann seemännisches Personal und 2850 Seesoldaten. Die überlieferte Beschreibung dieses Schiffes lässt auf ein Schiff in Katamaranbauweise schließen. Unklar ist jedoch die Verteilung der Ruderer auf angenommene drei Ruderreihen. Die bekannte Schiffslänge lässt 50 Ruder pro Reihe zu. Wahrscheinlich ist daher eine beidseitige Verteilung der Ruderer auf beide Schiffsseiten des doppelrumpfigen Katamarans. Dies würde 1000 Ruderer pro Schiffskörperseite, also 4000 Ruderer insgesamt bedeuten. Die 50 Ruder einer Seite könnten dann mit 20 Ruderern in einem Thraniten-Zykliten-Thalamiten Zyklus besetzt worden sein. Dies ist die heute glaubhafteste Lösung.
Das Oberdeck überspannte beide Schiffskörper und hatte damit eine entsprechend große Fläche zur Aufnahme der Kampfbesatzung. Diese Großgaleeren hatten jedoch keinen taktischen Wert und waren militärisch-wirtschaftlich nicht vertretbar.

### 20er, 30er
Diese zwischen etwa 280 und etwa 200 v. Chr. gebauten Schiffe wurden, wie heute angenommen wird, ebenfalls in Katamaran-Bauweise konstruiert. Der Bemannung der Ruder liegen dieselben Überlegungen wie beim 40er zu Grunde. Für beide gilt nach heutigem Forschungsstand eine Ruderbemannung an Backbord und Steuerbord des Katamarans. Beim 30er wird von 15 Ruderern verteilt auf eine Thraniten-Zygiten-Thalamiten-Sektion pro Schiffsseite ausgegangen. Eine zweireihige Aufteilung der Ruderer von acht Mann Zygiten und sieben Mann Thalamiten ist ebenfalls denkbar. Gleiches wird für den 20er angenommen. Dieser war möglicherweise ein zweireihiges Schiff mit jeweils fünf Ruderern pro Ruder.

### Handelsschiffe
Das hellenistische Zeitalter des Baus von Super-Kriegsschiffen hatte natürlich auch Einfluss auf den Bau von Handelsschiffen. Etwa Mitte des 3. Jh. bis in die Römerzeit kamen groß dimensionierte Handelsschiffe in Fahrt.
Der syrische Literat Lukianos beschrieb in der zweiten Hälfte des 2. Jh. n. Chr. einen Getreidetransporter, der durch Stürme vom Kurs abkam und in Piräus einlief. Er war 53 m lang, gegen 14 m breit, der Laderaum 13 m tief. Die Kapazität wird mit 1300 t kalkuliert, genug um ganz Attika ein Jahr lang mit Getreide zu versorgen.
Die in römischer Zeit gebauten Superfrachter vom Typ corbita, die in der Getreidefahrt zur Versorgung Roms eingesetzt wurden, erreichten eine Länge über alles von 65 m, eine Breite von 14 m bei einem Tiefgang von 8,5 m und hatten eine Tragfähigkeit von 30 bis 300 Tonnen. Diese Schiffe gab es in unterschiedlichen Größen. Für Spezialtransporte z. B. von Obelisken von Ägypten nach Rom wurden unter Augustus und Caligula Schiffe mit einer Transportleistung von bis zu 2500 Tonnen gebaut bei einer Länge von 95 m, einer Breite von 21 m und einem Tiefgang von 4,5 m.
Die Trennung von Binnen-, Küsten und Hochseefahrt ist spätestens in römischer Zeit strukturell vollzogen. Beim Bau von Schiffen durch deren bauliche Anpassung an Auftrag und See- bzw. Einsatzgebiet, navigatorisch durch eine vom Erfahrungszugewinn gekennzeichnete Tradition, in erster Linie aber durch die Praxis.
Große Flüsse wie Nil, Donau oder Rhône, die zur Erschließung des Hinterlandes dienten, waren nicht mit den Gewässern im italienischen Mutterland zu vergleichen. Jedoch wurden dort auch Flüsse, Kanäle und Lagunen sowie der Po und seine sumpfige Tieflandebene genutzt. Eingesetzt wurden niederbordige Plattbodenkonstruktionen. Diese fanden auch Verwendung für Regulierungsarbeiten am Tiber und dienten der Verbindung nach Etrurien und Ostia. Rom konnte durch seegehende flachbodige Schiffe bis zu einer bestimmten Größe erreicht werden. Ansonsten wurden die Güter in Ostia entladen und auf kleinere Frachter, schutenartige Plattbodenfahrzeuge, umgeladen und flussaufwärts getreidelt.

## Zeitalter der Liburne (31 v. Chr. bis ca. Mitte des 4. Jh. n. Chr.)
Mit der Unterwerfung der hellenistischen Staaten (Makedonien 168 v. Chr. im Dritten Makedonisch-Römischen Krieg, 146 v. Chr. Griechenland, 63 v. Chr. Reste des Seleukidischen Reiches sowie 30 v. Chr. Ägypten der Ptolemäer) beherrschte Rom nach der Seeschlacht von Actium auch das östliche Mittelmeer. Mit der endgültigen Eingliederung Mauretaniens unter Augustus in das Römische Reich war die Beherrschung aller Küsten des Mittelmeers abgeschlossen, die Rom zur alleinigen Seemacht machte. Roms Seeherrschaft im Mittelmeer war absolut, so dass die Bezeichnungen mare nostrum („unser Meer“) oder mare internum („inneres Meer“) für das Mittelmeer aufkamen. Die Eroberung des römischen Imperiums im Mittelmeer wäre ohne Erringung der Seeherrschaft nicht möglich gewesen.
Während der römischen Bürgerkriege vergrößerten sich die Flotten der streitenden Parteien, so dass es nach der Schlacht von Actium etwa 700 bis zu zehnrangiger Schiffe gab. Die Organisationsreformen des Augustus führten in einem ersten Schritt zur Abrüstung, um sich dann auf den Bau kleinerer hauptsächlich kostengünstigerer Liburnen und Trieren zu konzentrieren.
Die Flaggschiffe der Flotten in den Hauptstützpunkten in Ravenna und Misenum waren jeweils eine der auch bei Actium bewährten Klassen Quinquereme oder Hexere. Die Provinzflotten waren mit zweireihigen Liburnen ausgerüstet. Die kaiserliche Marine behielt ihren griechischen Charakter und damit zur Organisation als Auxiliareinheiten. Dies begründete ihren Status einer untergeordneten Teilstreitkraft.
Da kein Gegner im Mittelmeer vorhanden war, blieben der römischen Marine Polizeiaufgaben wie Anti-Piraten-Einsätze, Sicherung von Konvois, Transport, Pionieraufgaben und Meldewesen. Dafür waren grundsätzlich Einheiten mit höherer Geschwindigkeit und Manövrierfähigkeit erforderlich. Ein Schwerpunkt lag im Transport der Truppen des Landheeres, wenn die Landeinheiten zu bedrohten Fronten des Reiches schneller verlegt werden sollten. Jedoch wurde als Konsequenz eines gotischen Flottenvorstoßes aus dem Schwarzen Meer bis nach Griechenland 251 n. Chr. Byzanz und die Meerengen befestigt.

## Die Spätantike (300 bis 600 n. Chr.)
Die seit langer Zeit erste echte Seeschlacht wurde gefochten, als der Sohn von Konstantin I., Crispus, dessen Rivalen Licinius 324 n. Chr. vor den Dardanellen eine Niederlage beibrachte. Licinius’ 350 Triremen wurden von etwa 80 Liburnen des Konstantin vernichtend geschlagen. Damit verschwand die Trireme offenbar aus der Geschichte.
400 n. Chr. kam es abermals zu einer Seeschlacht, als sich Kaiser Arcadius in einem Bürgerkrieg seiner Gegner erwehren musste. Die Seemacht Westroms zerfiel mit dem Einbruch der Vandalen in Africa (ab 429 n. Chr.). Ostrom konnte bereits im 3. Jahrhundert zeitweilig den Frieden in seinen Seegebieten nicht mehr sichern, als Goten und andere Barbaren anfingen, Schiffe zu kapern.
Die Vandalen eroberten 439 n. Chr. Karthago, wobei ihnen die dort stationierten Einheiten der römischen Flotte in die Hände fielen. Mit Hilfe dieser Seekriegsmittel eroberten sie 454 n. Chr. Sardinien, Korsika und die Balearen, 455 plünderten sie Rom. Der vandalische König Geiserich schuf eine bedeutende Flotte unter Nutzung der erbeuteten römischen Schiffe und vernichtete 461 n. Chr. Teile der weströmischen Flotte. Es kam zu mehreren kleinen und großen Seegefechten zwischen Vandalen und West- und Oströmern. Das vandalische Reich wurde 468 n. Chr. Ziel einer groß angelegten gemeinsamen Militäroperation des Westreiches und des Oströmischen Reiches. In der Seeschlacht vor Kap Bon wurde aber die halbe römische Flotte mit ca. 1100 Schiffen und 100.000 Mann durch den Einsatz von Brandern vernichtet.
Im Jahr 533 n. Chr. verließ dann Belisar, Feldherr unter Kaiser Justinian I., den Bosporus mit 500 Transportschiffen, die durch 92 Dromonen eskortiert wurden. An Bord waren 5.000 Mann Kavallerie und mindestens 10.000 Mann Infanterie. Sein Landeunternehmen glückte; er schlug im selben Jahr die Vandalen vor Karthago. Damit verschwand das Vandalenreich. Justinian misslang zwar letztlich die Restauration des römischen Reiches, da die Rückeroberung die oströmischen Kräfte überstieg; dennoch beherrschten bei seinem Tod 565 n. Chr. kaiserliche Schiffe noch einmal das ganze Mittelmeer. Die oströmisch-byzantinische Seeherrschaft wurde erst 655 n. Chr. in der Schlacht von Phoinix erschüttert, doch ist dies bereits Teil der mittelalterlichen Geschichte.

### Lembos, Liburne
Um 200 v. Chr. wurden die Pentekonteren und Triakonteren aus den Flottenlisten gestrichen. Ersetzt wurden sie durch den auf illyrische Piraten zurückgehenden Schiffstyp Lembos. Dieser Typ war speziell auf Geschwindigkeit und Manövrierfähigkeit konstruiert und wurde bereits von Philip von Makedonien in seine Flotte eingeführt. Gebaut wurde dieser Schiffstyp in einreihiger und zweireihiger Version mit 16 bis zu 50 Ruderern. Die meisten hatten einen Rammsporn. Schiffe, die für den schnellen Transport oder aber als Depeschenboot eingesetzt wurden, hatten wahrscheinlich keinen Rammsporn. Im Gefecht wurden sie zum Aufbrechen der gegnerischen Formation, zur Störung der gegnerischen Einsatztaktik oder auch zur Zerstörung ihrer Riemen eingesetzt.
Aus diesem Schiffstyp entwickelte sich später die Liburne, das Standardmodell der römischen Marine. Die Liburne gab es als zweireihiges und zweirangiges Schiff in leichter, mittlerer und schwerer Version. Die Einführung dieses Schiffstyps diente auch der Einsparung von Kosten und Personal. Die leichte Liburne besaß kein geschlossenes Oberdeck. Als Länge werden 23 m, als Breite 4,30 m und als Tiefgang 0,75 m angegeben. Als Besatzung werden 52 Ruderer, fünf Mann seemännisches Personal und 30 Seesoldaten angenommen. Die mittlere Liburne dürfte 56 Ruderer gehabt haben, bei einer Länge von 24 m, einer Breite von 4,80 m und einem Tiefgang von 0,90 m. Das Oberdeck war in der Mitte offen. An seemännischem Personal dürften sechs Mann und etwa 60 Seesoldaten an Bord gewesen sein. Die schwere Liburne kam auf etwa 30 m Länge, 5 m Breite sowie 1,80 m Tiefgang. Sie dürfte etwa 68 Ruderer, neun Mann seemännisches Personal und 75 Seesoldaten getragen haben.

### Leichte Kampfschiffe und Transporter
Neben den klassischen Kriegsschiffen gibt es auch zahlreiche kleinerer Kriegsschiffe für Geleit-, Späh-, Transport und leichte Kampfaufgaben wie Vorposten und Hafenschutzaufgaben über die teilweise nur spärliche Informationen vorliegen. So war die Pristis ein wendiges und insbesondere für Geleitzugsicherung eingesetztes dem Lembos ähnliches Schiff. Die Hemiola war ein schnelles ursprünglich von Piraten entwickeltes Schiff griechischen Ursprungs. Eingesetzt wurde es als leichtes Kampfschiff und schnelles Transportschiff. Es zeichnete sich insbesondere durch eine hohe Manövrierfähigkeit aus und einen schnellen Übergang vom Segel einnehmen zum Rudern im Gefecht. Eine rhodesische Weiterentwicklung war die Triemiola. Es wurde zu einem Standardschiff in den hellenistischen Marinen. Eingeführt wurde es etwa 300 v. Chr. in die Marine Rhodos und verschwand um 42 v. Chr., als die Römer die rhodesische Marine auflösten. Die griechische und später die römische Flotten nutzten für Aufklärungszwecke und Depeschenboote schnelle und leichte Schiffe unterschiedlicher Bauart, wie die in der persischen und griechischen Flotten eingesetzte Monere Acatus, die Celox griechischen Ursprungs, die in der griechischen, karthagischen und römischen Flotten eingesetzte Myoparo, die ursprünglich als Handels- und Piratenschiff eingesetzte Camare, verschiedene Ausführungen von orariae naves (Küstensegler) als Vorpostenfahrzeuge, den Marinetransporter actuaria sowie den Truppentransporter und Hilfskriegsschiff Phaselus.

### Dromone
Mitte des 4. Jh. n. Chr. kehrte der Schiffbau wieder zurück zur monerischen Bauweise der von den Griechen vor 1000 Jahren genutzten einreihigen und einrangigen Galeere, allerdings in kataphrakter (gepanzerter) Bauweise. Diese Entwicklung wurde durch den Mangel an Geld und Personal hervorgerufen. Die Dromone war das Standardschiff der Marine Justinians und Vorläufer der später beginnenden Weiterentwicklung dieses Schiffstyps zum Standardschiff der byzantinischen Marine im 6.–12. Jahrhundert n. Chr. Die Maße dürften dem der früheren Triconteren und Penteconteren entsprochen haben.

## Seekriegstaktik
Die taktische Zusammenarbeit zwischen einer Vielzahl von Kriegsschiffen war auf Grund eingeschränkter Führungsmittel eine Herausforderung an die Führungsfähigkeit und Intelligenz von Flottenbefehlshabern. Zur Führung seiner Einheiten standen dem Befehlshaber nur optische Mittel, wie zum Beispiel Flaggen, und Schallsignale zur Verfügung.
Bis zum Bau der Polyeren war die Rammtaktik mit anschließendem Enterkampf die vorherrschende Kampftaktik. Die Rammtaktik wurde von den Griechen und Karthagern auch in ihren seemännischen Anforderungen zur Vollkommenheit entwickelt. Voraussetzung war eine geordnete Formation, in der man versuchte, durch geschicktes Manövrieren sich in eine für den Angriff vorteilhafte Lage zu bringen. Es gab drei grundsätzliche Manöver: Diekplus (Durchbruch/Durchfahrt), Periplus (Umfahrt) sowie Kyklos (defensive Kreisformation).
Das Manöver Diekplus konnte sowohl von zwei als auch von in Formation fahrenden Schiffen ausgeführt werden. Dabei wurde eine gegnerische, in Dwarslinie fahrende Formation durch einen in Kiellinie fahrenden Verband mit maximaler Geschwindigkeit durchbrochen. Durch eine Kursänderung kurz vor dem Passieren des Gegners wurde der eigene Bug seitlich in die gegnerischen Ruder gelenkt, so dass die Ruder abgeschoren wurden. Beim Passieren beider Schiffe wurden Bogen, Schleudern, gegebenenfalls Katapulte eingesetzt. Das nächste Schiff der Kiellinie rammte dann das manövrierunfähige Schiff im Bereich des Hecks oder der Seite. Eine gut ausgebildete Besatzung löste sich durch Rückwärtsrudern aus dem gegnerischen Schiffskörper. Wurde ein Schiff gerammt, ging es nicht notwendigerweise unter, jedoch erzeugte ein Rammstoß Panik und/oder den Verlust von Riemen.
Nach dem Abscheren der gegnerischen Ruder konnte der bewegungsunfähige Gegner durch Fahren eines Dreiviertelkreises, Periplus genannt, seitlich gerammt werden. Ein wirksames Gegenmanöver bei lediglich zwei sich bekämpfenden Schiffen war ein ebenfalls gefahrener Dreiviertelkreis des Gegners, so dass beide Schiffe nach Durchführung wieder Bug gegen Bug lagen.
In Weiterentwicklung dieser Taktiken fuhr eine Formation in Kiellinie an dem in Dwarslinie fahrenden Gegner vorbei. Die Schiffe der Kiellinie waren gegenseitig durch den Rammsporn des jeweils folgenden Schiffes gedeckt. Einzelne Schiffe der gegnerischen Dwarslinie sollten herausgefordert werden, aus ihrer Formation auszubrechen und anzugreifen. Geschah dies, legte das angegriffene Schiff hart Ruder in Richtung des Gegners und zeigte dem Gegner den Rammsporn, während das nachfolgende Schiff der eigenen Kiellinie den Gegner rammte. Ließ der Gegner sich nicht darauf ein, so versuchte man einen Flügel der gegnerischen Dwarslinie anzugreifen und zurückzudrängen. Die sich daraus ergebenden Kursänderungen in der Formation des Gegners wurden zum seitlichen Rammen genutzt.
Zur Abwehr des Diekplus konnte die Formation zweier hintereinander fahrender Dwarslinien eingenommen werden. Die zweite Dwarslinie hatte die Aufgabe, den Gegner nach der Durchfahrt durch die erste Linie in dem Moment zu rammen, in dem er nach Durchbruch durch die Linie zum Periplus ansetzte. Eine weitere Abwehrmaßnahme gegen den Diekplus war die Stationierung der Einheiten der zweiten Dwarslinie hinter den Lücken der vorderen Dwarslinie. Dies machte ein Passieren der ersten Dwarslinie fast unmöglich, da der Gegner sich dem Rammstoß der zweiten Dwarslinie aussetzte. Zur Erschwerung einer Umfassung konnten die Dwarslinien auch in konkaver oder konvexer Form gefahren werden.
Zwei Dwarslinien hintereinander verringerten jedoch die Breite der Gefechtslinie und machten sie anfällig für den Periplus. Beim Manöver Periplus wurde der in zwei Dwarslinien fahrende gegnerische Verband durch den eigenen Verband in der Breite überflügelt. Die Flügelschiffe drehten beim Zusammentreffen beider Schiffsverbände einwärts und rammten die gegnerischen Schiffe seitwärts. Zur Unterstützung diese Angriffs konnte die Mitte der Formation durch Rückwärtsfahrt das Gefecht verzögern, bis die Überflügelung des Gegners erreicht war und der Periplus ausgeführt werden konnte.
Während Griechen, Karthager und auch Ägypter öfter in mehrfachen Dwarslinien angriffen, kämpften die Römer bevorzugt in einfacher Dwarslinie, um möglichst viele Fernwaffen einsetzen zu können, bevor es zum Enterkampf kam. Die römische Flotte beherrschte die Führung großer Verbände und Gefechtsformationen und konnte ihr taktisches Verhalten der Lage anpassen.

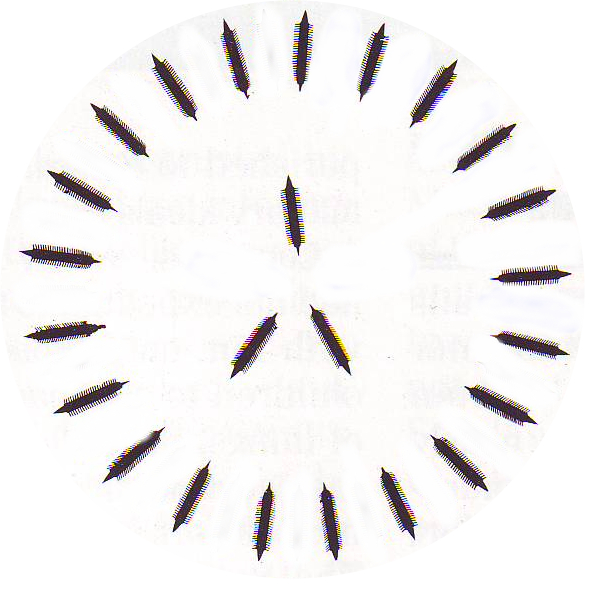
Kyklos

Der Kyklos ist eine defensive Kreisformation, die durch eine zahlenmäßig unterlegene, eine langsamere Flotte oder zum Schutz von Geleiten angewandt wurde, indem sie die eigenen Kampfschiffe in einem Kreis mit nach außen gerichteten Rammspornen formierten. Die Transporter hielten sich in der Mitte des Kreises auf. In unmittelbarer Nähe innerhalb des Kreises konnten weitere eigene Schiffe zur Verteidigung gegen eingebrochene Schiffe stationiert werden.
Mit dem Bau der Polyeren veränderten sich die Bekämpfungsmethoden auf See. Die Bedeutung der Rammtaktik wurde gemindert und durch auf den Einsatz von Nah- und Fernwaffen mit anschließendem Enterkampf weitestgehend ersetzt. Durch Einsatz von Fernwaffen wie Pfeilkatapulten oder Werfergeschützen sollten schon aus größerer Entfernung Ausfälle bei der gegnerischen Besatzung vor dem Enterkampf bewirkt werden. Die Fähigkeit zum Rammen blieb zwar erhalten, verlor aber mit der zunehmenden Größe und Unverwundbarkeit dieser Schiffe ihre Bedeutung. Rammstöße leichter oder mittlerer Einheiten blieben gegen die mit Bronzeplatten, Planken oder Balkengürtel geschützten Großkampfschiffe in hellenistischer, aber auch römischer Zeit zumeist erfolglos. Die Supergaleeren unterschieden sich von ihren Vorgängern im Zeitalter des Enterns durch die Zahl der Seesoldaten, die sie an Bord nehmen konnten. Schwere Galeeren wurden mit zerlegbaren Kampftürmen ausgerüstet und ermöglichten den eingeschifften Bogenschützen eine erhöhte und wirkungsvollere Schussposition.
Die an Bord eingesetzten Katapulte verschossen Speere, Steine oder Gefäße mit brennenden Substanzen. Vereinzelt kam es auch zum Einsatz von am Bug an vorragenden Spieren befestigten schweren Gewichten, die auf das gegnerische Deck fallen gelassen wurden. Um 190 v. Chr. führten die Rhodesier die Feuertöpfe ein, Vorläufer des griechischen Feuers, die am Ende von Stangen über dem Deck des Gegners ausgeschüttet wurden. Ein Ausweichmanöver eröffnete zwangsläufig die Möglichkeit zum Rammen.
In der Schlacht bei Actium kamen in Octavians Flotte zwei sechsrangige Schiffe und eine Vielzahl leichterer Einheiten zum Einsatz, während Antonius viele achtrangige und zehnrangige Schiffe einsetzte. Die Niederlage wird der Schwerfälligkeit seiner Großkampfschiffe, kurzsichtigen taktischen Manövern und der verheerenden moralischen Wirkung seiner Flucht vom Gefechtsfeld zugeschrieben. Letztlich trug der auf größere Distanz geführte Geschütz- und Werfereinsatz der von Agrippa befehligten Schiffe Octavians zum Erfolg bei. Der Verlauf der Schlacht bewies auch die Überlegenheit leichterer Einheiten gegenüber den überschweren Einheiten. Agrippa ließ die mittlerweile von ihm eingeführten zahlreichen Liburnen in Rudelformationen angreifen. Die gegnerischen Parteien standen sich in Dwarslinien gegenüber, aus denen heraus mehrere Liburnen jeweils ein Großkampfschiff angriffen und damit die Zielverteilung und Zielkonzentration des gegnerischen Feuers erschwerte.
Griechen, Karthagern und Römern waren Brander bekannt und sie setzten sie ein. Brander wurden entweder durch eine kleine Besatzung gesteuert oder geschleppt oder sie trieben mit der Strömung auf eine gegnerische Flotte zu.

## Häfen
Obgleich die Schifffahrt in der Antike das Meer als Transportweg nutzte, wurde zunächst auf die Errichtung von Infrastrukturanlagen verzichtet. Mit der Zunahme des Handels reichte es nicht mehr, Waren am Ufer auszutauschen und die Schiffe nach der Seefahrt an Land zu ziehen. Die Griechen erwiesen sich im Hafenbau als gelehrige Schüler der Phönizier und begannen Häfen anzulegen, die den Schiffen bei schlechtem Wetter Schutz boten und auch das Be- und Entladen erleichterten.
Umschlossene Häfen begannen sich im Mittelmeer ab dem 6. Jh. v. Chr. zu entwickeln. Es entstanden zunächst offene Hafenbecken durch den Bau großer Hafenmolen, in denen die Schiffe ankern konnten. Bekannt ist z. B. die etwa 500 m lange Mole von Rhodos. Noch in römischer Zeit hat man auf diese Weise Häfen angelegt.
Über einen der größten Mittelmeerhäfen der Antike verfügte Ägypten mit dem Hafen von Alexandria. Es war seiner Zeit der einzige Hafen, in dem die „ALEXANDREIA“, das Riesenschiff der Antike, vor Anker gehen konnte. Auf der dem Hafen vorgelagerten Insel Pharos erhob sich ein 80 m hoher Leuchtturm.
Bei den Römern erreichte die Technik des Hafenbaus neue Höhen der Baukunst. Sie waren in der Lage, große Senkkasten herzustellen, die mit opus caementicium verfüllt wurden, das hydraulische Eigenschaften hatte und unter Wasser aushärtete. Für den Fall, dass kein opus caementicium zur Verfügung stand, wurden durch Ton abgedichtete Kästen hergestellt, die leer gepumpt werden konnten. Damit war es möglich, ein Fundament im Trocknen zu bauen. Bei einer Küste mit starker Strömung bestand außerdem die Möglichkeit, den Baukörper, der sich schließlich unter Wasser befinden sollte, auf einer Plattform vollständig herzustellen, ihn zwei Monate lang auszutrocknen und dann langsam auf Grund sinken zu lassen.
Rund ums Mittelmeer gab es eine Vielzahl von Handelshäfen, die ihre Blütezeit zu unterschiedlichen Zeiten hatten. Stellvertretend für alle seien folgende genannt: Korinth, Amnisos, Milet, Karthago, Seleukia Pieria, Ostia, Byzantion/ Konstantinopel, Athen, Tarsus (Türkei), Ephesos, Kyrene, Syrakus, Tarragona, Cádiz, Byblos, Tyros, Tarent.
In römischer Zeit, die auch eine stehende Flotte kannte, gab es eine Reihe von römischen Flottenhäfen im Mittelmeer, unter anderem: Forum Julii, Ravenna, Portus Romae (Ostia), Puteoli, Misenum, Dyrrhachium, Kap Panium, Heraclea, Brundisium, Sestos, Apameia, Kenchreai, Pairaius, Rhegium, Messana, Caesarea Maritima, Alexandria, Taposiris, Leptis Magna, Cosa (Ansedonia). Augustus errichtete 3 permanente Flottenstützpunkte in Forum Julii nahe Marseille zur Kontrolle der französischen (gallischen) und spanischen Küsten, in Misenum am nördlichen Ende der Bucht von Neapel zum Schutz des südwestlichen Seegebietes und in Ravenna zum Schutz der Adria. Die italienischen Flottenstützpunkte verdrängten schließlich den Stützpunkt in Marseille, der mehr und mehr an Bedeutung verlor und geschlossen wurde. Flottenbasen waren zugleich Standorte mit technischen, logistischen und administrativen Strukturen.

## Handel
Seit jeher wurden im Mittelmeer traditionell Handelsgüter wie Wein und Olivenöl, Keramik sowie Metallbarren und Baumaterial transportiert. Ab dem 2. Jh. v. Chr. kamen Fischsoßen (garum) und Glaswaren hinzu. Marmor und Steinblöcke wurden als Seefrachten im 2./3. Jh. v. Chr. zunehmend transportiert. Parallel zum Wachsen des römischen Reiches und damit der Stadt Rom wurden Getreidetransporte nach Italien, anfangs aus Sizilien und Sardinien, dann aus Ägypten und Nordafrika lebenswichtig. Der Import von Getreide wurde unter staatlicher Aufsicht von Großunternehmen mit geeignetem Schiffsraum durchgeführt. Üblich waren auch gemischte Ladungen wie Schwefelbarren, Glaswaren, Feigen, Wein, Thunfisch in Öl, Schalentiere und Mandeln oder Pökel- bzw. Rauchfleisch in Kombination mit anderer Ware und Ballast. Aus aufgefundenen Wracks sind uns auch kostbare Luxusgüter als Beifrachten bekannt wie Möbel, Kandelaber, Schmuckgüter und exotische Tiere für den Zirkus. Seit dem 3. Jh. v. Chr. wurden die Handelsbeziehungen zum indischen Subkontinent über See vertieft. Hierbei wurde der Necho-Kanal von den Ptolemäern als Verbindung zwischen Nil und Roten Meer genutzt, der unter römischer Herrschaft durch periodische Fahrten ganzer Flotten abgelöst wurde. Der römische Handel mit Fernost stützte sich auf den Hafen von Hurghada, das neben Berenice schon im Ptolemäerreich Ausgangspunkt von Handelsexpeditionen gewesen war. Hier wurden indische Gewürze, Edelsteine, Elfenbein und Tiere importiert; u. a. auch Seide aus China, mit dem das Römerreich seit der zweiten Hälfte des 2. Jh. offiziell Kontakte unterhielt.

## Segelsaison/Wind
Die Segelsaison war begrenzt auf die Zeit vom 27. Mai bis 14. September. Unter Hinnahme größerer Gefahren konnte vom 10. März bis 10. November zur See gefahren werden. Außerhalb dieser Zeit wurde die Seefahrt auf das absolut notwendige Maß beschränkt, z. B. Versand von Depeschen sowie der Transport dringend benötigter Versorgungsgüter und Truppen. Die normalen Aktivitäten konzentrierten sich auf den Sommer und wenige Wochen vorher und nachher. In den übrigen Zeiten fand keine Schifffahrt statt und die Häfen befanden sich im Winterschlaf. Ursache waren nicht nur die unvermeidbaren Winterstürme, sondern auch die schlechten Sichtbedingungen, die ein Navigieren teilweise unmöglich machten.
Während der begrenzten Segelsaison gab es im Mittelmeer eine vorherrschend nördliche Windrichtung. Dies galt insbesondere für das östliche Mittelmeer, wo die nordwestliche Windrichtung vorherrschte.
In der Ägäis war es ähnlich. Im südöstlichen Teil und westlichen Teil des Mittelmeers war der nördliche Wind vorherrschend. Die vorherrschenden Winde im Tyrrhenischen und Ionischen Meer kamen aus Nordwest. Diese Situation ändert sich im Golfe du Lion, in dem die Sommerwinde sehr oft aus dem Südwesten kamen, obwohl es auch den nördlichen Mistral gab. Zwischen den Balearen und Gibraltar herrschte allgemein ein östlicher Wind. Während der Segelsaison konnten Schiffe mit südlichen Kursen ein gutes Etmal machen, aber für die Rückreise mussten sie gegen den Wind fahren. Die Etesienwinde Meltemi in der Ägäis konnten auch im Sommer eine derartige Kraft haben, dass Schiffe nicht gegenankonnten und hinter Inseln Schutz suchen mussten. Dagegen sind Strömungen und die Tide Gezeiten allgemein bis auf einige Meerengen vernachlässigbar.
Reisezeiten betrugen bei günstigen Winden von Ostia nach Kap Bon (Afrika) zwei Tage, nach Gibraltar sieben Tage, nach Tarragona (Spanien) vier Tage, nach Narbonne drei Tage, von Pozzuoli nach Alexandria neun Tage, von Messina nach Alexandria sechs Tage, von Byzanz nach Rhodos fünf Tage. Zur Kaiserzeit verlief die Reise gewöhnlich nonstop von Alexandria nach Ostia, dem unter Claudius und Trajan planmäßig ausgebauten Seehafen Roms.